# Provinz Westfalen
Die Provinz Westfalen war von 1815 bis 1918 eine Provinz des Königreichs Preußen und von 1918 bis 1946 eine Provinz des Freistaats Preußen.
Der Staat Preußen wurde nach dem Wiener Kongress durch die Verordnung wegen verbesserter Einrichtung der Provinzialbehörden vom 30. April 1815 in zehn Provinzen eingeteilt, eine davon war Westfalen. Provinzialhauptstadt war Münster. In der neuen Provinz waren zahlreiche ehemals eigenständige Territorien mit unterschiedlichen Traditionen und Konfessionen vereinigt. Zwar entwickelte sich, von der Provinzialverwaltung gefördert, allmählich eine Art gemeinsames „Westfalenbewusstsein“. Dennoch blieben die inneren Unterschiede groß. Dies gilt sozial- und wirtschaftsgeschichtlich für die verschiedenen Lebenswelten im industrialisierten, städtischen Westfalen und dem landwirtschaftlichen, dörflichen Westfalen. Daneben blieben die Konfessionsgrenzen von erheblicher Bedeutung. Unterschiede wie diese schlugen sich unter anderem in einer sehr differenzierten politischen Kultur nieder.

## Gründung und Struktur
Die Entstehung der Provinz Westfalen war ein Ergebnis des Wiener Kongresses von 1815. Unmittelbarer Vorläufer war das Generalgouvernement zwischen Weser und Rhein. Obwohl die preußische Krone bereits seit langem Territorialbesitz in Westfalen hatte, machte Friedrich Wilhelm III. keinen Hehl daraus, dass ihm die Einverleibung des Königreichs Sachsen lieber gewesen wäre. Tatsächlich verschob sich durch die Gründung der Provinzen Westfalen und der Rheinprovinz der Schwerpunkt in wirtschaftlicher und demografischer Hinsicht nach Westen. Gleichzeitig nahm die Zahl der Katholiken im bislang fast ausschließlich protestantischen Preußen deutlich zu. Am Anfang der preußischen Herrschaft hatte die Provinz etwa 1,1 Millionen Einwohner. Davon waren etwa 56 % Katholiken und 43 % Protestanten sowie etwa 1 % Juden.
Die Provinz umfasste im Wesentlichen die bereits vor 1800 zu Preußen gehörigen Gebietsteile Fürstentum Minden, die Grafschaften Mark und Ravensberg, Tecklenburg sowie die nach 1802/03 an Preußen gelangten Hochstifte Münster und Paderborn sowie einige kleinere Herrschaften, darunter Grafschaft Limburg. Durch den Wiener Kongress wurden Preußen im Jahre 1815 die 1810 von Frankreich annektierten Gebiete des Fürstentums Salm und die südlichen Landesteile des Herzogtums Arenberg zugewiesen. Im Jahr 1816 kam noch das ehemals kurkölnische Herzogtum Westfalen hinzu. 1817 folgten die Wittgensteiner Fürstentümer Sayn-Wittgenstein-Berleburg und Sayn-Wittgenstein-Hohenstein sowie das Fürstentum Nassau-Siegen.
Mit der Gründung wurde die neue als Teil der preußischen Reformen entstandene Verwaltungsgliederung aus Gemeinde-, Kreis-, Regierungsbezirks- und Provinzialverwaltungen eingeführt. Die administrative Eingliederung in den preußischen Gesamtstaat wurde vor allem vom ersten Oberpräsidenten Ludwig von Vincke betrieben. Die Provinz Westfalen bestand aus einem nahezu geschlossenen Gebiet von 20.215 km² (Stand 1939) und war verwaltungsmäßig in die Regierungsbezirke Arnsberg, Minden und Münster gegliedert. 1851 und auch während der Weimarer Republik wurden die Grenzen der Provinz geringfügig verändert.
Insgesamt sorgte die preußische Verwaltung für eine Angleichung der politischen Institutionen und Verwaltungseinrichtungen. Im Rechtswesen gab es zunächst jedoch Unterschiede. In den meisten Teilen Westfalens wurde das Allgemeine Landrecht für die Preußischen Staaten (PrALR) die rechtliche Grundlage. Im Herzogtum Westfalen und den beiden Wittgensteiner Grafschaften galten weitgehend die alten regionalen Rechtstraditionen weiter, ehe mit Wirkung zum 1. Januar 1900 das Bürgerliche Gesetzbuch eingeführt wurde.

## Verwaltungsgliederung
Zur Verwaltungsgliederung siehe auch Regierungsbezirke und Kreise in Westfalen und zur Entwicklung auf der Gemeindeebene die Listen der Gemeinden Westfalen: A–E, F–K, L–R, S–Z
Heute noch existierende Stadt- und Landkreise sind fett geschrieben.

### Regierungsbezirk Arnsberg
Landkreise
1. Kreis Altena
2. Kreis Arnsberg
3. Landkreis Bochum (bis 1929, anschließend Eingemeindungen in die Stadtkreise Bochum, Dortmund, Herne und Witten)
4. Kreis Brilon
5. Landkreis Dortmund (bis 1928, anschließend Eingemeindungen in die Stadtkreise Castrop-Rauxel, Dortmund, Herne und Lünen)
6. Ennepe-Ruhr-Kreis (ab 1929)
7. Landkreis Gelsenkirchen (von 1885 bis 1926, anschließend Eingemeindungen in die Stadtkreise Bochum, Gelsenkirchen, Herne, Wanne-Eickel und Wattenscheid)
8. Landkreis Hagen (bis 1929, anschließend Aufteilung auf die Stadtkreise Hagen und Witten sowie auf den Ennepe-Ruhr-Kreis)
9. Kreis Hamm (bis 1930)
10. Kreis Hattingen (von 1885 bis 1929, anschließend Aufteilung auf den Stadtkreis Bochum und den Ennepe-Ruhr-Kreis)
11. Landkreis Hörde (von 1887 bis 1929, anschließend Aufteilung auf die Stadtkreise Dortmund und Witten, sowie die Kreise Iserlohn und Hamm)
12. Kreis Iserlohn
13. Kreis Lippstadt
14. Kreis Medebach (bis 1818, anschließend Aufteilung auf die Kreise Brilon und Eslohe)
15. Kreis Meschede (trug bis 1831 den Namen Kreis Eslohe)
16. Kreis Olpe (trug bis 1819 den Namen Kreis Bilstein)
17. Kreis Schwelm (von 1887 bis 1929, anschließend in den Ennepe-Ruhr-Kreis eingegliedert)
18. Kreis Siegen
19. Kreis Soest
20. Kreis Unna (ab 1930)
21. Kreis Wittgenstein

Stadtkreise
1. Bochum (ab 1876)
2. Castrop-Rauxel (ab 1928)
3. Dortmund (ab 1875)
4. Gelsenkirchen (von 1897 bis 1928, anschließend im Regierungsbezirk Münster)
5. Hagen (ab 1887)
6. Hamm (ab 1901)
7. Herne (ab 1906)
8. Hörde (von 1911 bis 1928, anschließend in den Stadtkreis Dortmund eingemeindet)
9. Iserlohn (ab 1907)
10. Lüdenscheid (ab 1907)
11. Lünen (ab 1928)
12. Siegen (ab 1923)
13. Wanne-Eickel (ab 1926)
14. Wattenscheid (ab 1926)
15. Witten (ab 1899)

### Regierungsbezirk Minden
Landkreise
1. Kreis Bielefeld
2. Kreis Brakel (bis 1831, anschließend in den Kreis Höxter eingegliedert)
3. Kreis Bünde (bis 1831, anschließend Aufteilung auf die Kreise Herford und Lübbecke)
4. Kreis Büren
5. Kreis Halle (Westfalen)
6. Kreis Herford
7. Kreis Höxter
8. Kreis Lübbecke (trug bis 1832 den Namen Kreis Rhaden)
9. Kreis Minden
10. Kreis Paderborn
11. Kreis Warburg
12. Kreis Wiedenbrück

Stadtkreise
1. Bielefeld (ab 1878)
2. Herford (ab 1911)
3. Minden (bis 1817, anschließend in den Kreis Minden eingegliedert)

### Regierungsbezirk Münster
Landkreise
1. Kreis Ahaus
2. Kreis Beckum
3. Kreis Borken
4. Kreis Coesfeld
5. Kreis Lüdinghausen
6. Kreis Münster
7. Kreis Recklinghausen
8. Kreis Steinfurt
9. Kreis Tecklenburg
10. Kreis Warendorf

Stadtkreise
1. Bocholt (ab 1923)
2. Bottrop (ab 1921)
3. Buer (von 1912 bis 1928, anschließend in den Stadtkreis Gelsenkirchen eingemeindet)
4. Gelsenkirchen (ab 1928)
5. Gladbeck (ab 1921)
6. Münster
7. Osterfeld (von 1922 bis 1929, anschließend in den Stadtkreis Oberhausen im Regierungsbezirk Düsseldorf der Rheinprovinz eingemeindet)
8. Recklinghausen (ab 1901)

## Reaktionen auf die Gründung der Provinz

Ludwig von Vincke – Erster Oberpräsident der Provinz Westfalen

Die Errichtung der Provinz Westfalen stieß in den betroffenen Regionen auf unterschiedliche Reaktionen. In den bereits altpreußischen Gebieten wie Minden-Ravensberg oder der Grafschaft Mark gab es teilweise Freudenkundgebungen über die Rückkehr in den alten Staatsverband. Im Siegerland erleichterte die protestantische Konfession die Akzeptanz der preußischen Regierung. Besonders skeptisch stand man in den ehemaligen katholischen Hochstiften Münster, Paderborn und dem Herzogtum Westfalen den neuen Landesherren gegenüber. Gerade auch der katholische Adel, der in den alten geistlichen Staaten eine hervorragende Rolle gespielt hatte, blieb überwiegend ablehnend. Jacob Venedey sprach noch zwanzig Jahre nach der Provinzgründung von „Musspreußen“.
Tatsächlich war die Eingliederung in den preußischen Staat mit Problemen verbunden. Der verwaltungsmäßigen Vereinheitlichung standen zu Beginn der Provinzgeschichte die sogenannten Standesherren entgegen. Diese Gruppe der mediatisierten Fürsten bewahrte bis weit ins 19. Jahrhundert hinein Sonderrechte. Sie behielten in gewissem Ausmaß das Gerichtsrecht oder die Aufsicht über Schulen und Kirchen. Das zweite zentrale Problem hinsichtlich einer rechtlichen Vereinheitlichung war die Frage der Ablösung gutsherrlicher Rechte durch die Bauern im Rahmen der Bauernbefreiung. Zwar kam es 1820 zu einem Gesetz, das die Ablösung durch Geldrenten ermöglichte, aber daneben gab es zahlreiche Einzelregelungen und regionale Bestimmungen. Die Ablösung blieb bis 1848 umstritten und führte auf den Provinziallandtagen des Vormärz regelmäßig zu erheblichen Konflikten, da sie vor allem den Rittergutsbesitzern Vorteile brachte. Die Unsicherheit der ländlichen Besitzverhältnisse war eine Ursache für die ländlichen Unruhen zu Beginn der Revolution von 1848. Auf längere Sicht haben sich Befürchtungen, dass die Bauern durch den Großgrundbesitz verdrängt werden könnten, nicht bestätigt. Stattdessen blieben die beiden preußischen Westprovinzen mit Abstand die Gebiete mit dem geringsten Anteil an Gutsbesitz.
Zur Akzeptanz Preußens trug zu Beginn die Reformpolitik bei, die auf die Durchsetzung einer „bürgerlichen Ordnung“ abzielte. Dazu zählte die Schaffung einer berechenbaren Verwaltung und Justiz, das Selbstverwaltungsrecht der Kommunen, die Emanzipation der Juden und die Befreiung der Wirtschaft von markthemmenden Zunftordnungen. Die bildungsbürgerlichen Eliten nicht nur aus dem protestantischen, sondern auch aus dem katholischen Westfalen erkannten die preußische Regierung zunächst als Motor des Fortschritts an. Auf längere Sicht hatte die Zusammenführung so unterschiedlicher Territorien in eine Provinz auch identitäts- und bewusstseinsbildende Folgen. Im Laufe des 19. Jahrhunderts erinnerte man sich zwar immer noch an die Vergangenheit der alten Territorien, daneben entwickelte sich – von der preußischen Regierung bewusst gefördert – auch ein westfälisches Selbstverständnis. Freilich stand dieses stets auch in Konkurrenz zum sich allmählich entwickelnden Nationalstaatsgedanken.

## Westfälische Verfassungsdiskussion und Restaurationszeit

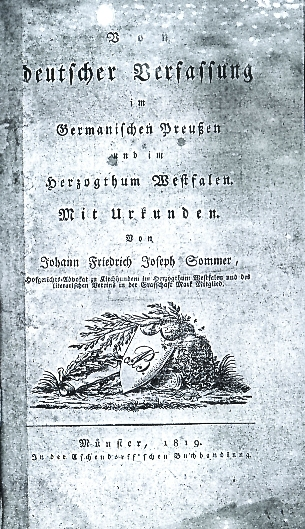
Titelblatt von Sommers Verfassungsentwurf von 1819

Zu den Hoffnungen bürgerlicher westfälischer Zeitgenossen wie Johann Friedrich Joseph Sommer oder Benedikt Waldeck gehörte insbesondere der baldige Erlass einer Verfassung. In Zeitungen wie dem „Rheinisch-Westfälischen Anzeiger“ oder Hermann wurde der Wunsch nach einer Verfassung anfänglich noch deutlich artikuliert. Verfassungsentwürfe kamen etwa von Johann Friedrich Joseph Sommer oder von Arnold Mallinckrodt aus Dortmund. Weitere Teilnehmer der Verfassungsdebatte waren Adam Storck und Friedrich von Hövel.
Die wohlwollende Haltung änderte sich mit dem Beginn der Restaurationszeit, dem Ausbleiben einer gesamtstaatlichen Verfassung und der Zensur der Presse deutlich. Der spätere Abgeordnete Dietrich Wilhelm Landfermann schrieb als Primaner 1820: Nicht wegen der „erbärmlichen Fürstenhändel“ habe man 1813 gekämpft, sondern darum, „dass Recht und Gesetz der Grundsatz des Staatslebens wie des Bürgertums sein muss.“
An der Kritik änderte auch die Einrichtung von Provinziallandtagen im Jahr 1823 nur wenig, da ihnen zentrale parlamentarische Kompetenzen fehlten. Sie besaßen kein Steuerbewilligungsrecht, waren an der Gesetzgebung nicht beteiligt und hatten im Wesentlichen nur beratende Funktion. Die Abgeordneten waren zum Stillschweigen über die Verhandlungen verpflichtet, und die Protokolle unterlagen der Zensur.
Der erste westfälische Provinziallandtag tagte 1826 im Rathaus von Münster. Die recht hohe Wahlbeteiligung zeigt, dass vor allem die Bürger – die unteren Schichten hatten ohnehin kein Wahlrecht – trotz aller Restriktionen den Landtag als ein Forum zur Artikulation ihrer Interessen betrachteten. Es gelang dem Landtagsmarschall (d. h. dem Vorsitzenden) Freiherr vom Stein nicht, die Diskussionen auf rein regionale Fragen zu beschränken, vielmehr spielte 1826 und beim nächsten Landtag 1828 unterschwellig die Verfassungsfrage eine erhebliche Rolle. Noch deutlicher wurde dies während des Provinziallandtages von 1830/31, als gleich zu Beginn der Abgeordnete für den vierten Stand Franz Anton Bracht und bemerkenswerterweise auch der Hochadelige Freiherr von Fürstenberg die Errichtung einer reichsständischen Verfassung für Preußen forderten. Die Vorstellungen, wie eine Verfassung aussehen müsste, waren dabei höchst unterschiedlich. Die meisten Adeligen, so auch von Fürstenberg, plädierten für eine Wiederherstellung der altständischen Ordnung, während vom Bürgertum frühliberale Ideen vorgetragen wurden. Dabei wurde Bracht unter anderem von Friedrich Harkort und dem münsterschen Verleger Johann Hermann Hüffer unterstützt. Andere Vertreter der „Opposition“ waren der Hagener Bürgermeister Christian Dahlenkamp oder der Bürgermeister aus Telgte, Anton Böhmer. Selbst unter den Rittergutsbesitzern gab es einige liberale Stimmen wie beispielsweise Georg von Vincke.
Vom Geist der preußischen Reformen deutlich entfernt hatte sich auch die 1827 erlassene Kreisordnung. Bei der Wahl des Landrats, der grundsätzlich aus dem Kreis der einheimischen Rittergutsbesitzer kommen sollte, hatten die Kreisstände nur ein Präsentationsrecht, die Ernennung blieb dem König vorbehalten. Kaum weniger unzeitgemäß war die 1831 revidierte Städteordnung. Das Wahlrecht wies hohe Hürden auf, und aus den Selbstverwaltungsorganen wurden faktisch staatliche Behörden. Kaum anders sah es bei der Landgemeindeordnung aus.

## Westfalen im Vormärz
So wichtig für Westfalen die Verfassungsfrage war, so gering blieb lange Zeit das Interesse an einem einheitlichen Nationalstaat. Der Bürgermeister des münsterländischen Rhede und Dingen schrieb 1833: „Das Hambacher Fest und burschenschaftliche Farben sind dem Frieden liebenden Landbewohnern in ihrer Bedeutung fremd.“ Kaum anders dürfte die öffentliche Meinung im Sauerland oder in Minden-Ravensberg ausgesehen haben. Erst in den 1840er Jahren erwachte auch in Westfalen die Nationalbewegung. Es begannen sich in vielen Gemeinden Gesangvereine zu bilden, die den nationalen Mythos pflegten; auch die westfälische Beteiligung am Kölner Dombaufest und den Sammlungen für das Hermannsdenkmal waren beträchtlich. Insgesamt entwickelte sich ein reges Vereinsleben.
Zusätzlich zur Enttäuschung über die weitgehend ausbleibenden Reformen führte im katholischen Westfalen die Verhaftung des Kölner Erzbischofs Clemens August Droste zu Vischering 1837 während der so genannten Kölner Wirren zu einer gewissen Politisierung des regionalen Katholizismus. Der liberale katholische zeitgenössische Publizist Johann Friedrich Joseph Sommer formulierte: [Die] „Zeitereignisse, wie die des letzten Decenniums [gemeint sind die Kölner Wirren], haben den gutmüthigen Westfälinger aufgeweckt und nicht wenig dazu beigetragen, eine gewisse religiöse Erschlaffung (…) ein Ende zu bereiten.“ Gleichzeitig erschien Sommer die Volksbewegung im Zusammenhang mit den Wirren als ein Vorbote der Revolution von 1848. Der „Staat musste nachgeben, zum ersten Mal erbebte die Gewalt vor der Stimme des Volkes.“ In den 1830/40er Jahren verdichteten sich zudem die liberalen, demokratischen und teilweise sogar sozialistischen Diskussionskreise (z. B. um die Zeitschrift „Weserdampfboot“, seit 1845 Das Westphälische Dampfboot).
Darüber hinaus führten die von vielen ländlichen Gruppen negativ beurteilten Agrarreformen zu wachsender Unzufriedenheit. Hinzu kamen in den 1840er Jahren mehrere schlechte Ernten, die vor allem in den Städten die Nahrungsmittelpreise erheblich ansteigen ließen. Daneben kam es im traditionellen produzierenden Gewerbe zu strukturellen Krisen. Ein Kennzeichen für die teilweise schwierige soziale Lage war die hohe Zahl der Auswanderer. Zwischen 1845 und 1854 verließen etwa 30.000 Personen die Provinz, meist in Richtung Übersee; fast die Hälfte von ihnen kam aus den krisengeschüttelten Leinengebieten in Ostwestfalen.
Zu den sozial- und wirtschaftsgeschichtlichen Entwicklungen siehe: Ländliche Räume und Industrialisierung

## Revolution von 1848/49 in Westfalen
Die Reaktionen auf den Ausbruch der Revolution von 1848 waren in Westfalen sehr unterschiedlich. Die demokratische Linke im „Rhedaner Kreis“ um die Zeitschrift „Westphälisches Dampfboot“ feierte die vermeintlich neue Zeit euphorisch. „Die Völker Europas von dem drückenden Alp befreit, der Ihnen das Athmen fast benahm.“ Ganz nach dem Vorbild der französischen Revolution forderte die in Hamm erscheinende Zeitschrift „Hermann“ die Einführung einer neuen Zeitrechnung. Auch programmatisch lehnte sich die Linke an Frankreich an und forderte „Wohlstand, Bildung und Freiheit für alle“. Es gab allerdings auch gegenteilige Meinungen, etwa vom Bielefelder Superintendenten und späteren Mitglied der preußischen Nationalversammlung Huchzermeyer. Dieser sprach von einem „schmachvollen Ereignis“, von dem der „gutmütige Philister“ zu Unrecht erwartete, „dass eine Verfassung alles Elend und alle Ungerechtigkeit aus der Welt schaffen würde.“ Er befürchtete stattdessen die „Auflösung aller Ordnung“ und eine allgemeine „Zuchtlosigkeit.“
Nach dem Bekanntwerden der Februarrevolution in Paris und der Märzrevolution in verschiedenen deutschen Staaten sowie in Berlin und Wien, kam es in Teilen Westfalens, vor allem im Sauerland, dem Wittgensteiner und dem Paderborner Land zu Unruhen der Landbevölkerung. So wurde etwa das Renteigebäude des Schlosses Bruchhausen bei Olsberg verwüstet und die Akten wurden unter Absingen von Freiheitsliedern verbrannt. Auch andere Schlösser wie in Dülmen wurden verwüstet. Dieser Aufstand der Landbevölkerung wurde vom Militär rasch niedergeschlagen. In den frühindustrialisierten Gebieten Westfalens, etwa der Grafschaft Mark, kam es in einigen Orten zur Stürmung von Fabriken. In den Städten dagegen sah man sich nach der Ernennung von liberalen Märzministerien am Ziel der politischen Wünsche und feierte den Sieg der Revolution fast überall mit Umzügen und dem Hissen der schwarz-rot-goldenen Fahne. Daneben gab es vor allem in den altpreußischen Gebieten eine einflussreiche antirevolutionäre Richtung; in der Grafschaft Mark vor allem um den Unternehmer Friedrich Harkort, der mit seinen bekannten Arbeiterbriefen für seine Ansichten warb.

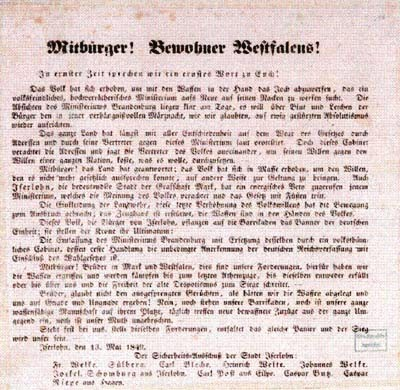
Aufruf des Iserlohner Sicherheitsausschusses Mai 1849

Bei den Wahlen zu den Nationalversammlungen in Berlin und Frankfurt war die politische Richtung der Kandidaten nicht das ausschlaggebende Element, sondern ihr Ansehen in der Bevölkerung spielte für die Nominierung eine zentrale Rolle. Im Sauerland wurden daher so politisch unterschiedliche Personen (die nicht zwingend aus den Wahlkreisen stammen mussten) wie der Konservative Joseph von Radowitz, der zwischen Liberalismus und ultramontaner Weltanschauung schwankende Johann Friedrich Sommer oder der Demokrat Carl Johann Ludwig Dham gewählt. Führende Westfalen in der Berliner Nationalversammlung waren unter anderem die Demokraten Benedikt Waldeck und Jodocus Temme. In Berlin spielten bei der Verfassungsdiskussion Waldeck (Charte Waldeck) auf der Linken und Sommer auf der Rechten eine erhebliche Rolle.
In Frankfurt wurde Westfalen unter anderem von den Liberalen Georg von Vincke, Gustav Höfken oder dem späteren Bischof Wilhelm Emmanuel von Ketteler vertreten. In der Region selbst bildeten sich politische Clubs und Zeitungen jeglicher politischer Couleur. Das Spektrum reichte dabei von katholischen und liberalen Blättern bis hin zur radikaldemokratischen Neuen Rheinischen Zeitung. Ähnlich vielgestaltig wie die Presselandschaft war das politische Meinungsspektrum. Konservative Zusammenschlüsse bildeten eine Ausnahme und umfassten meist nur protestantische Offiziere und Beamte in den Regierungs- und Garnisonsstädten. Eine gewisse Ausnahme war die konservative Grundhaltung der Landbevölkerung im pietistisch-protestantischen Milieu in Minden-Ravensberg. Die große Mehrheit der politisch aktiven Bürger fand sich in konstitutionellen oder demokratischen Clubs zusammen. Die Liberalen gründeten im Juli 1848 auf einem Kongress in Dortmund eine für die Provinzen Rheinland und Westfalen zuständige Dachorganisation der konstitutionellen Vereine. Allein im Regierungsbezirk Arnsberg gab es im Oktober 28 Vereine, in den beiden übrigen Regierungsbezirken war ihre Zahl deutlich geringer und in Münster war der örtliche Verein an inneren Konflikten zerbrochen. Erst im September 1848 gelang es auch den demokratischen Vereinen auf einem Kongress zu einer Einigung zu kommen. In Münster hatte der örtliche demokratische Verein immerhin mehr als 350 Mitglieder. Die Arbeiterbewegung in Form der Allgemeinen Deutschen Arbeiterverbrüderung war im Vergleich zur Rheinprovinz nur gering vertreten. Einen starken Arbeiterverein, der sowohl im Lager der westfälischen Demokraten eine führende Rolle spielte und gleichzeitig Kontakt zur Arbeiterverbrüderung hielt, gab es in Hamm. Insgesamt blieb die Zahl der demokratischen oder republikanischen Vereine zunächst deutlich geringer als die der Liberalen. In den katholischen Teilen Westfalens bildeten sich daneben auch erste Organisationen eines politischen Katholizismus. Diese vielerorts entstandenen sogenannten Piusvereine orientierten sich programmatisch an dem Verein der Provinzhauptstadt.

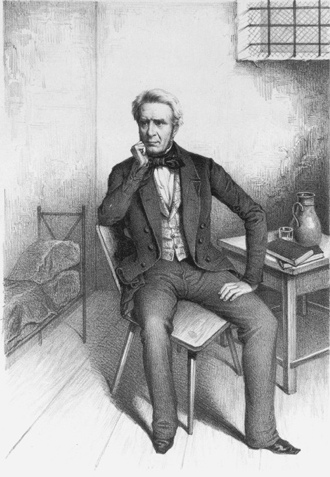
Benedikt Waldeck im Kerker

In Petitionen forderten Berufsgruppen und Gemeindevertretungen ihre Abgeordneten auf, bestimmte Forderungen in den Nationalversammlungen zu vertreten. In den folgenden Monaten nahm die politische Erregung erkennbar ab. Gerade in katholischen Gebieten stieß die Wahl von Erzherzog Johann zum Reichsverweser durch die Frankfurter Nationalversammlung auf große Zustimmung und wurde beispielsweise in Winterberg oder Münster durch patriotische Feste gefeiert. Allerdings zeigt die Reaktion auf diese Wahl, wie groß noch immer der Unterschied zwischen dem katholischen und protestantischen Westfalen war. In den altpreußischen Gebieten sah man dies zwar als Schritt hin zu einem einheitlichen deutschen Staat, sah aber vor allem Preußen in der Pflicht, die Einheit und Freiheit durchzusetzen. Im katholischen Westfalen sah man die Entscheidung der Nationalversammlung dagegen als Schritt zu einem Einheitsstaat unter katholischer Führung. Insofern überschnitt sich der Gegensatz von Befürwortern einer kleindeutschen und einer großdeutschen Lösung der deutschen Frage mit den regionalen Konfessionsgrenzen.
Erst die beginnende Gegenrevolution verstärkte die politische Erregung wieder deutlich. In vielen Gebieten Westfalens nahm die Bedeutung der demokratischen Bewegung zu, während zögerliche Altliberale wie Johann Sommer den Unmut der Bevölkerung deutlich zu spüren bekamen. In Westfalen kam es angesichts der Bedrohung der revolutionären Errungenschaft zur Zusammenarbeit von Demokraten und konstitutionellen Liberalen, die im November 1848 im „Kongress für die Sache und Rechte der preußischen Nationalversammlung und des preußischen Volkes“ in Münster gipfelte. Nach der Auflösung der preußischen Nationalversammlung siegten in vielen Teilen Westfalens bei der Wahl zur zweiten preußischen Kammer denn auch demokratische Kandidaten wie etwa Johann Matthias Gierse. Den Höhe- und Endpunkt der Revolution in Westfalen bildete die gewaltsame Niederschlagung des Iserlohner Aufstandes. Einige führende westfälische Revolutionäre wie Temme oder Waldeck wurden von den Behörden später politisch verfolgt. Noch im Sommer 1849 wanderten erste westfälische Demokraten nach Amerika aus.

## Ländliche Räume und Industrialisierung in Westfalen

### Vorindustrielle Zeit
Westfalen war bereits zu Beginn des 19. Jahrhunderts eine wirtschaftlich und sozial außerordentlich vielgestaltige Region. Vorherrschend war die Landwirtschaft, die vielerorts noch sehr traditionell und wenig effektiv betrieben wurde. In den meisten Gebieten dominierten kleine und mittlere bäuerliche Existenzen. Nur im Münster- und Paderborner Land waren auch größere Betriebe verbreitet. Diese Gebiete wie auch die Soester Börde waren zudem für die Landwirtschaft besonders geeignet. Dagegen war die Landwirtschaft in Minden-Ravensberg und im südlichen Bergland nur wenig ergiebig. Bereits in vorindustrieller Zeit wurden einige der Landesprodukte überörtlich vertrieben. Bekannt ist etwa der Export der westfälischen Schinken. Die Industrialisierung begünstigte die Marktverflechtung der Landwirtschaft mit den industriellen Ballungsräumen. Die Nachfrage führte etwa zur Ausweitung der Schweinezucht. Das in der Provinz produzierte Getreide war ein wichtiger Rohstoff für die zunächst im Ruhrgebiet und später auch in anderen Teilen entstehende Brauindustrie. Allein in Dortmund gab es nachweislich über 80 einzelne Braustätten. Die Nähe zu den Industriegebieten als Absatzmarkt trug dazu bei, dass in den landwirtschaftlich gut nutzbaren Teilen der Region, die Landwirtschaft bis weit ins 20. Jahrhundert hinein der dominierende und durchaus gewinnbringende Wirtschaftszweig blieb.

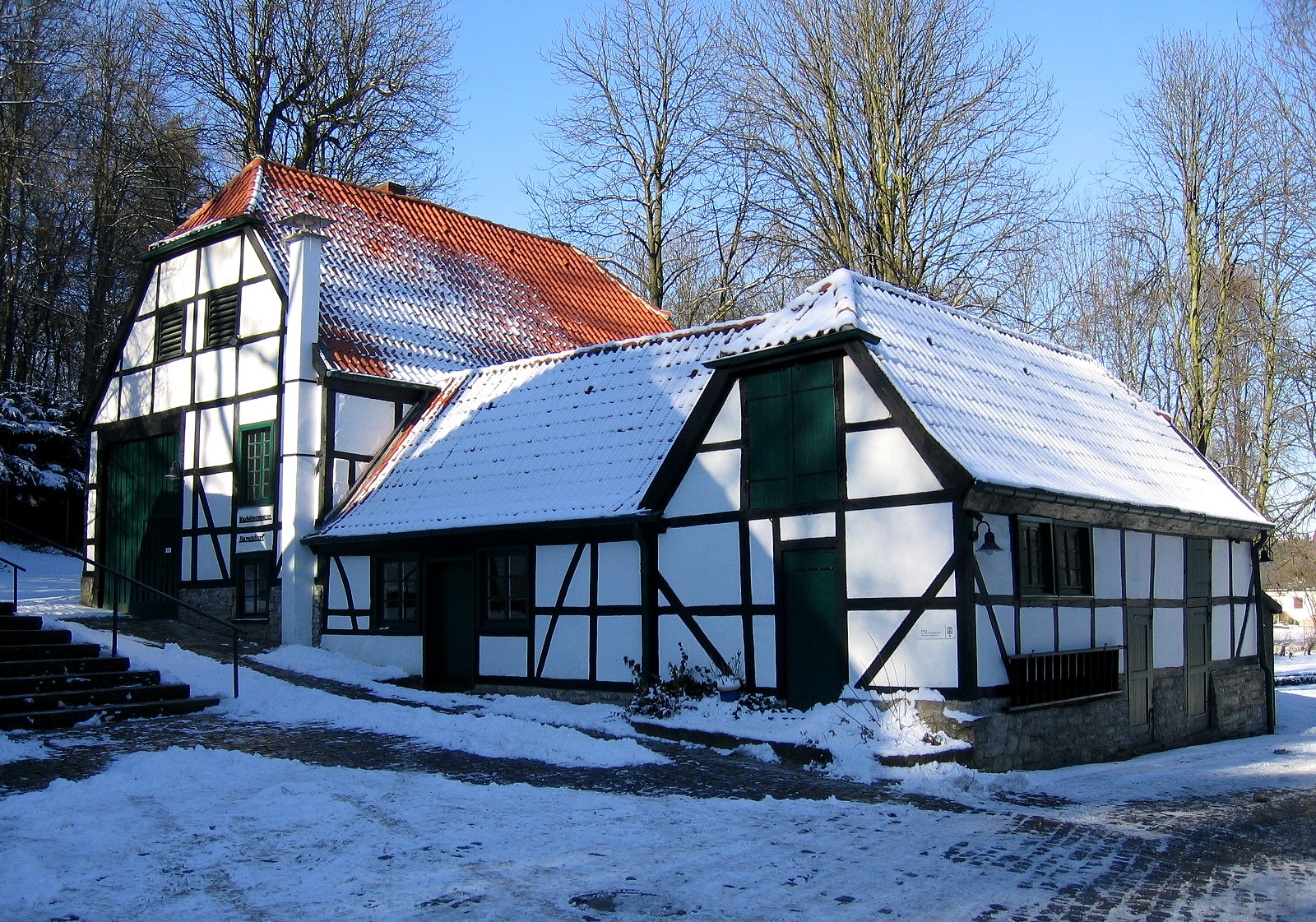
Historische Nadelschmiede (um 1850) bei Iserlohn

Vielerorts reichten die Erträge am Anfang des 19. Jahrhunderts häufig nicht aus, um die seit dem 18. Jahrhundert wachsende Bevölkerung ausreichend zu ernähren. Die Zahl der Landarmen und Landlosen nahm zu. Viele suchten außerhalb ihrer Wohnorte nach Verdienstmöglichkeiten. Als Händler zogen die zum Symbol des Landes gewordenen Kiepenkerle und die Sauerländer Wanderhändler umher. Die Hollandgänger in den nördlichen Teilen der Provinz und die wandernden Ziegelmacher in Ostwestfalen und dem benachbarten Land Lippe verdienten ihren Unterhalt als Wanderarbeiter. Aus dem Hollandgang entwickelte sich der Töddenhandel, bei dem insbesondere das in Heimarbeit während des Winters hergestellte Leinen im folgenden Sommer in Holland verkauft wurde.
Innerhalb Westfalens erleichterten die billigen Arbeitskräfte den Aufschwung vorindustrieller gewerblicher Betriebe, die für einen überörtlichen Markt produzierten. Im nordwestdeutschen Leinengürtel, der sich vom westlichen Münsterland über Tecklenburg, Osnabrück, Minden-Ravensberg bis ins heutige Niedersachsen erstreckte, entstand aus der Heimarbeit eine Protoindustrie. Vor allem in Minden-Ravensberg spielte die vorindustrielle Leinenproduktion eine wichtige Rolle. Die Stoffe wurden durch sogenannte Verleger aufgekauft und vertrieben.
In Südwestfalen bestand unter Einschluss des Siegerlandes, Teilen des Herzogtums Westfalen und des märkischen Sauerlands eine arbeitsteilige Eisen produzierende und verarbeitende Region, die sich jenseits der Provinzgrenze im Bergischen Land und im Landkreis Altenkirchen fortsetzte. Das vor allem im siegerländer und ostsauerländer Bergbau geförderte Erz wurde verhüttet (z. B. Wendener Hütte) und im Westen der Region zu Fertigwaren weiterverarbeitet (z. B. Drahtzieherei in Altena, Iserlohn und Lüdenscheid oder die Iserlohner Nähnadelproduktion). Teilweise waren diese Gewerbe korporativ und als Verlagssystem organisiert (Reidemeister). Im südlichen Teil des späteren Ruhrgebiets wurde bereits seit längerem für die benachbarten Gewerberegionen Steinkohle abgebaut. Als Beispiel hierfür kann die Zeche Alte Haase genannt werden.

### Industrialisierung

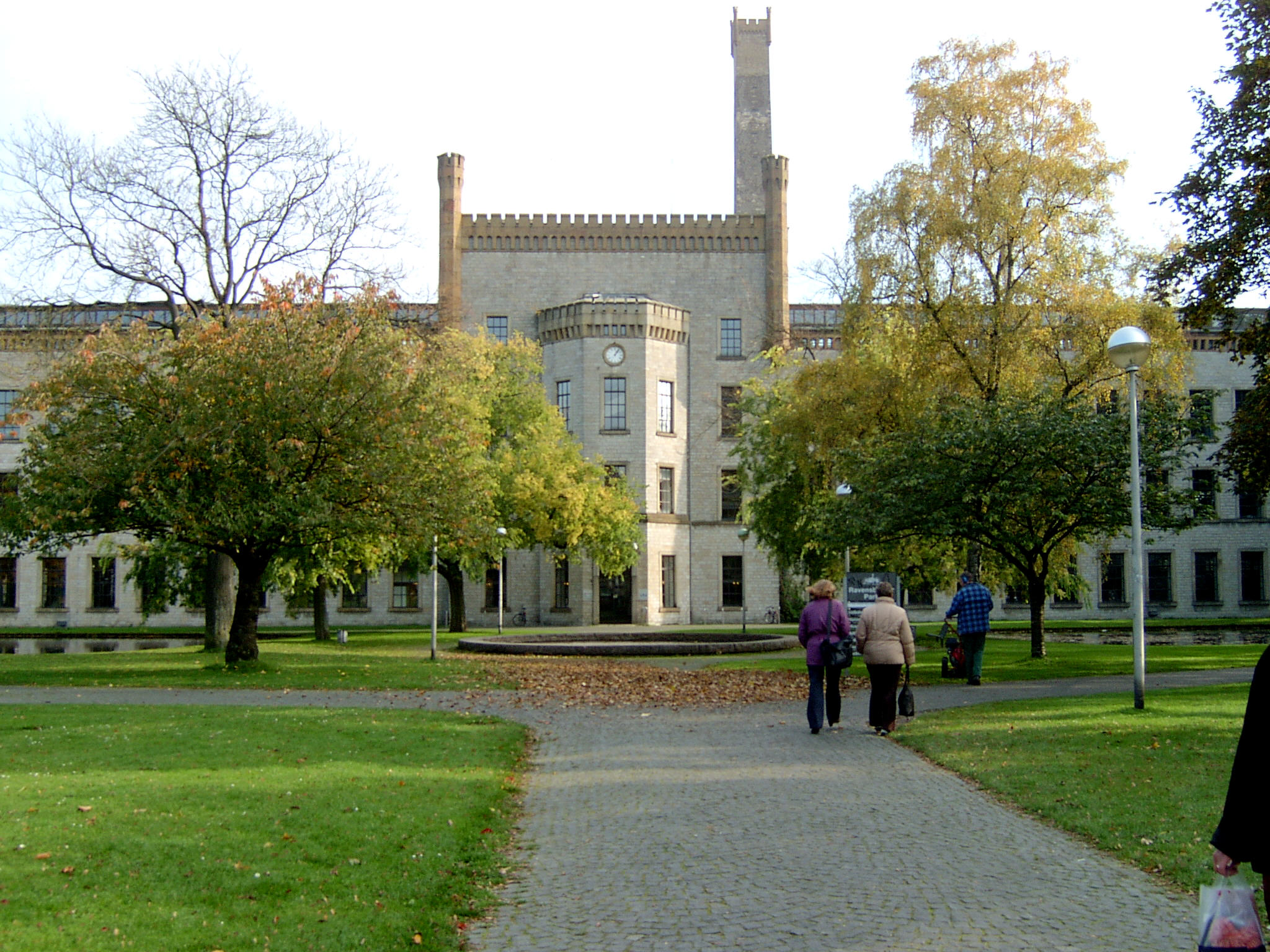
Ravensberger Spinnerei in Bielefeld

Teile des Gebietes der Provinz wurden in den ersten Jahrzehnten des 19. Jahrhunderts zu einem Vorreiter der industriellen Revolution in Deutschland und gehörten in der Zeit der Hochindustrialisierung zu den wirtschaftlichen Zentren des Deutschen Kaiserreichs.
Das Ende der Kontinentalsperre öffnete die Region gegenüber den englischen Industrieprodukten. Vor allem die heimgewerbliche Textilherstellung war dieser Konkurrenz auf längere Sicht nicht gewachsen und verschwand schließlich vom Markt. Durch eine rechtzeitige Umstellung auf die industrielle Produktionsform gelang in und um Bielefeld die Anpassung an die neue Zeit. Die Ravensberger Spinnerei (gegründet 1854 durch Hermann Delius) war die größte Flachsspinnerei Europas. Im Jahr 1862 folgte die „Bielefelder Actiengesellschaft für mechanische Weberei“. Später war die Nachfrage der Textilbetriebe ein Grund für das Entstehen einer Eisen und Metall verarbeitenden Industrie in diesem Gebiet.
Allerdings konnte die neue mechanisierte Industrie nicht das Arbeitskräftepotential beschäftigten wie die alte Heimindustrie. Gerade in den Leinengebieten Westfalens waren der Pauperismus und die Auswanderung der ländlichen Unterschichten nach Übersee im Vormärz eine weit verbreitete Erscheinung.
In den Eisen und Metall verarbeitenden südwestfälischen Gebieten hatte die industrielle Konkurrenz aus dem Ausland zunächst nur begrenzte negative Auswirkungen. Vom Markt verschwand etwa die vorindustrielle Blechproduktion in und um Olpe.
Gefährlicher für die alten Hütten und Hammerwerke war das Entstehen einer mit damals modernen Mitteln arbeitenden Industrie in Westfalen selbst. Ihre Basis war die im späteren Ruhrgebiet gefundene Steinkohle. Entscheidend für die Entwicklung des Ruhrbergbaus war dabei die Entstehung der Tiefbauzechen, die den Abbau auch unterhalb der Mergelschicht erlaubte. Dies geschah erstmals 1837 bei Essen im rheinischen Ruhrgebiet. In Westfalen war die Zeche Präsident bei Bochum 1841 der erste Betrieb dieser Art.

Harkorts Fabrik in den Ruinen der Burg Wetter

Friedrich Harkort gründete 1818 zusammen mit Heinrich Kamp in Wetter eine mechanische Werkstatt und 1826 am selben Ort das erste Puddelwerk Westfalens. Später wurde das Werk nach Dortmund verlegt und es entwickelten sich daraus das Hüttenwerk Rothe Erde. Bald folgten vergleichbare Gründungen in Hüsten (Hüstener Gewerkschaft), Warstein, Lünen (Westfalia Hütte), Hörde (Hermannshütte), Haspe (Hasper Hütte), Bochum (Bochumer Verein) und anderen Orten. Diese neuen mit Steinkohle produzierenden Unternehmen waren deutlich produktiver als die auf die teure Holzkohle angewiesenen vorindustriellen Betriebe.
Eine Voraussetzung für die industrielle Entwicklung war der Ausbau der Verkehrsinfrastruktur. Seit dem Ende des 18. Jahrhunderts begann der Bau von befestigten Kunststraßen, hinzu kam die Schiffbarmachung der Flüsse insbesondere im Unterlauf der Ruhr und der Bau von Kanälen. Vor allem aber der Eisenbahnbau wurde zum Motor des industriellen Aufschwungs. Im Jahr 1847 wurde die west-östlich vom Rhein zur Weser verlaufende Stammstrecke der Köln-Mindener Eisenbahn-Gesellschaft vollendet. Nur zwei Jahre später folgten die Strecken der Bergisch-Märkischen Eisenbahn-Gesellschaft sowie seit 1850 die der Westfälischen Eisenbahn.
Teilregionen wie das Sauerland, die erst in den 1860er oder 1870er Jahre an das Eisenbahnnetz angeschlossen wurden, gerieten dadurch im Zeitalter der wirtschaftlichen Expansion wirtschaftsgeografisch ins Abseits. In Teilen dieser Regionen kam es zu einem regelrechten Deindustrialisierungsprozess. An ihre Stelle trat vielerorts die nunmehr nach rationellen Methoden betriebene Forstwirtschaft. Nur an wenigen Orten kam es etwa wie in Schmallenberg mit Konzentration auf die Strumpfindustrie zu neuen industriellen Entwicklungen. Mit abnehmender Tendenz wurde auch weiter Bergbau betrieben.

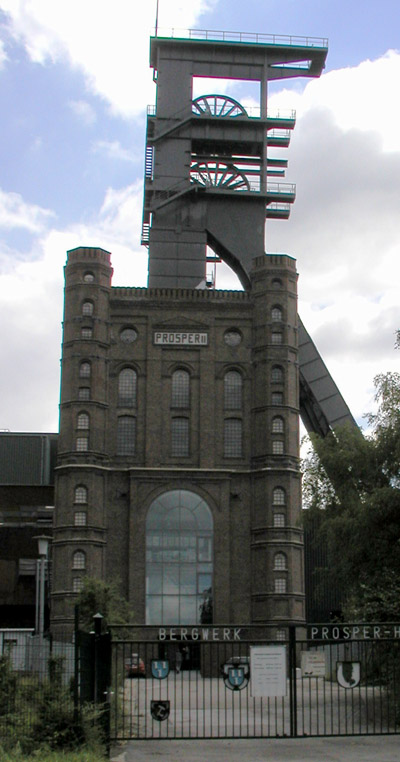
Historischer Förderturm der Zeche Prosper-Haniel in Bottrop (um 1870)

Im weiteren Verlauf des Jahrhunderts verlagerte sich die Montanindustrie immer stärker in die Nähe der Kohlegruben im Ruhrgebiet. Seit den 1850er Jahren entstand etwa die Hermannshütte, der Betrieb Rothe Erde, die Aplerbecker Hütte, der Hörder Bergwerks- und Hütten-Verein oder die Henrichshütte bei Hattingen. Dadurch gerieten einige der frühindustrialisierten Gebiete in Südwestfalen ins Abseits und konnten sich vielfach nur durch die Konzentrierung auf besondere Produkte behaupten (z. B. Blechproduktion in Hüsten). In den folgenden Jahrzehnten entstanden im Ruhrgebiet weitere zahlreiche neue Zechen und Montanbetriebe wie etwa der Schalker Verein. Außerdem wuchsen ältere Fabriken zu riesigen Betrieben mit vielen tausend Beschäftigten an. Spätestens seit der Mitte des 19. Jahrhunderts war der westfälische Teil des Ruhrgebiets mit seinen Kohlegruben und der Montanindustrie zum eindeutigen wirtschaftlichen Zentrum der gesamten Provinz geworden.

### Bevölkerungswachstum und sozialer Wandel
Die entstehenden Arbeitsplätze zogen zunächst zahlreiche Arbeitssuchende vorwiegend aus den ländlichen und wirtschaftlich stagnierenden Teilen der Provinz an. Seit etwa den 1870er Jahren war das Arbeitskräftepotential Westfalens weitgehend ausgeschöpft und die Unternehmen warben immer mehr Arbeiter aus den östlichen Provinzen Preußens und darüber hinaus an. Für die große Zahl polnisch sprechender Arbeiter entstanden eigene Vereine, Gewerkschaften sowie eine Seelsorge in ihrer Muttersprache. Dadurch entstand im Revier ein besonderer Bevölkerungstyp, der sich vom westfälischen Umland in einigen Aspekten wie etwa der Sprache (Ruhrdeutsch) unterschied. Im Jahr 1871 zählte die Provinz Westfalen 1,78 Millionen Einwohner, das waren rund 14 % mehr als 1858. Bis 1882 stieg die Bevölkerung dann um mehr als 20 % und ähnlich hoch war die Steigerung bis 1895. In den nächsten zehn Jahren bis 1905 stiegen die Einwohnerzahlen dann um mehr als 30 % auf mehr als 3,6 Millionen. Den stärksten Zuwachs erlebte dabei der Regierungsbezirk Arnsberg, wo sich die westfälischen Industriegemeinden ballten. So stieg die Bevölkerungszahl in den Regierungsbezirken Münster und Minden von 1818 bis 1905 um etwas mehr als 100 % an, im Regierungsbezirk Arnsberg waren es über 400 %.
Vor allem im Ruhrgebiet, aber abgeschwächt auch in den übrigen sich industrialisierenden Teilen Westfalens, waren die sozialen Folgen der Industrialisierung beträchtlich. In diesen Gebieten wurde die Arbeiterbevölkerung zu der mit Abstand größten sozialen Gruppe. Durch die Zuwanderung wuchs die Bevölkerung zeitweise sprunghaft an; es fehlte an günstigem Wohnraum und gerade im Ruhrgebiet waren Kost- und Schlafgänger eine weit verbreitete Erscheinung. Teilweise versuchten die Unternehmen diese Not durch Werkswohnungen oder Bergarbeiterkolonien abzustellen. Der Hintergedanke war freilich auch die Bildung einer firmentreuen Belegschaft, die so von der Arbeiterbewegung ferngehalten werden sollte.
Durch das Bevölkerungswachstum entwickelten sich eine Reihe von Städten und Gemeinden zu Großstädten. Während Städte wie Dortmund oder Bochum dabei auf eine alte städtische Tradition zurückblicken konnten, wuchsen Orte wie Gelsenkirchen oder Recklinghausen innerhalb weniger Jahrzehnte von kleinstädtischen oder dörflichen Dimensionen zu einer Großstadt an. Aber auch Witten, Hamm, Iserlohn, Lüdenscheid und vor allem Hagen, nunmehr am Rand des Reviers, sowie Bielefeld entwickelten sich zu industriell geprägten Großstädten.

### Infrastruktur und Grenzen urbanen Lebens
Ein Kennzeichen der rasch wachsenden Industriestädte war das weitgehende Fehlen eines Bürgertums. Der Mittelstand war schwach ausgeprägt. Die Städte konzentrierten sich zunächst auf die nötigsten Infrastrukturmaßnahmen wie Ver- und Entsorgungseinrichtungen, öffentlichen Nahverkehr, Schulen u. ä. Durch Verbesserung der hygienischen Bedingungen ging die Sterblichkeit, insbesondere die Kindersterblichkeit, deutlich zurück. Epidemien wie die Cholera spielten keine nennenswerte Rolle mehr. Dagegen zeigten die noch lange Zeit weit verbreitete Tuberkulose, berufsbedingte Erkrankungen wie die Silikose der Bergleute und allgemein die Umweltbelastungen durch Bergbau und Industrie, dass diese positive Entwicklung auch ihre Grenzen hatte.
Erst im weiteren Verlauf verfügten die neuen Revierstädte über kulturelle Einrichtungen wie Museen oder Theater. Diese konzentrierten sich auf die Städte mit einer gewissen bürgerlichen Tradition, während sie in den rasch gewachsenen zusammengeballten Industriedörfern bis weit ins 20. Jahrhundert hinein fehlten. Ein Defizit des westfälischen Städtesystems insgesamt war das nur schwach ausgeprägte Hochschulwesen. Zwar hatte es bereits im 18. Jahrhundert in Münster und Paderborn Universitäten gegeben, diese waren aber seit Beginn der preußischen Ära nur noch „Rumpfuniversitäten“ mit einem beschränkten Lehrangebot. Erst 1902 wurde die Akademie in Münster wieder zur Volluniversität erhoben. In den Ballungsgebieten des Ruhrgebiets begann der Ausbau des Hochschulwesens im Wesentlichen erst im Rahmen der Bildungsexpansion Westdeutschlands seit den 1960er Jahren.

### Sozialer Umbruch und Gewerkschaften
Mit der Einführung des allgemeinen Berggesetzes von 1865 endete die bisherige Privilegierung der Bergknappen, und die Bergarbeiter unterschieden sich seither arbeitsrechtlich kaum noch von anderen Arbeitergruppen. Anfangs reagierten sie auf Lohnsenkungen, Arbeitszeitverlängerungen usw. wie gewohnt mit Petitionen – meist erfolglos – an die Behörden. Zunehmend begann man sich an den Aktionsformen anderer Arbeitergruppen zu orientieren. Bereits 1872 kam es im Ruhrgebiet zu einer ersten lokal begrenzten, erfolglosen Bergarbeiterstreik.

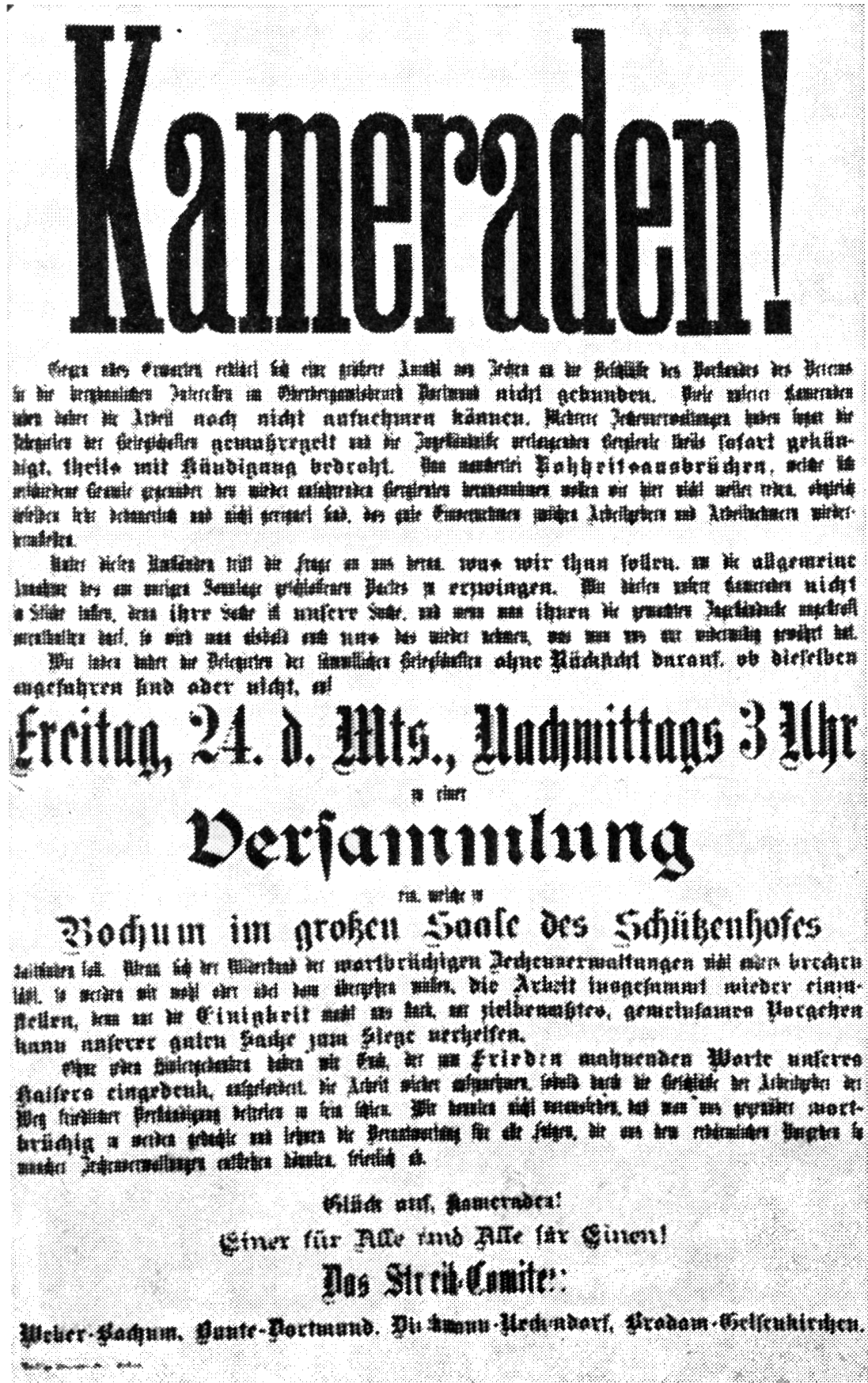
Bergarbeiterstreik 1889 zeitgenössischer Versammlungsaufruf

Im Jahr 1889 entluden sich die seit Jahrzehnten angestauten Spannungen in einem Streik, an dem sich zeitweise etwa 90 % der damals 104.000 Bergarbeiter beteiligten. Begonnen hatte der Ausstand in Bochum (24. April) und Essen (1. Mai). Dem schlossen sich zahlreiche weitere Belegschaften spontan an. Ein zentrales Streikkomitee wurde gebildet. Die Arbeiter verlangten Lohnerhöhungen, die Einführung des Achtstundentages und zahlreiche weitere Forderungen. Dass die alte obrigkeitliche Tradition im Bergbau nicht vergessen war, zeigt die Tatsache, dass das Streikkomitee eine Deputation an Wilhelm II. entsandte. Wenngleich dieser den Streik kritisierte, räumte er ein, die Beschwerden amtlich prüfen zu lassen. Da gleichzeitig der Verein für die bergbaulichen Interessen Entgegenkommen signalisierte, flaute der Streik allmählich ab.
Der Ausstand im westfälischen und rheinischen Steinkohlerevier hatte noch im selben Jahr Vorbildfunktion für die Bergarbeiter im Sauerland, im Aachener Revier und selbst in Schlesien. Darüber hinaus hat der Streik deutlich gemacht, dass zur Interessenvertretung Organisationen nötig waren. Bereits am 18. August 1889 wurde in Dortmund-Dorstfeld der zur Unterscheidung weiterer Gewerkschaften später so genannte Alte Verband gegründet. Im Jahr 1894 folgte der christliche Bergarbeiterverband, 1902 wurde ein Polnischer Verband gegründet. Die Hirsch-Dunckerschen Gewerkvereine hatten zwar bereits seit den 1880er Jahren Organisationsversuche unternommen, blieben aber unbedeutend. Auch in Hinblick auf die Gewerkschaftsbildung waren die Bergarbeiter für andere Berufsgruppen ein Vorbild.
1905 kam es, wieder ausgehend aus dem Bochumer Raum, zu einer umfassenden Streikbewegung, die schließlich in einen Generalstreik aller Bergarbeitergewerkschaften mündete. Insgesamt beteiligten sich etwa 78 % der Bergleute im Revier an dieser Bewegung. Obwohl der Streik abgebrochen werden musste, hatte er indirekt insofern Erfolg, als die preußische Regierung durch die Abänderung des Allgemeinen Berggesetzes viele Forderungen der Arbeiter erfüllte. Im Jahr 1912 kam es mit dem Dreibundstreik zu einer vom Alten Verband, der polnischen Gewerkschaft und dem Hirsch-Dunckerschen Verband getragenen Lohnbewegung, während der christliche Bergarbeiterverband die Beteiligung ablehnte. Daher lag der Anteil der Aufständischen auch nur bei 60 %. Der Streik wurde mit großer Erbitterung geführt, gewaltsame Ausschreitungen führten schließlich zum Einsatz von Polizei und Militär. Letztlich erfolglos musste die Bewegung schließlich abgebrochen werden.
Neben den Bergarbeitern führten auch Arbeiter anderer Branchen in Westfalen Arbeitskämpfe. Im Bereich der Metallindustrie konzentrierten diese sich freilich eher auf kleinere und mittlere Betriebe, während in der Großindustrie die Arbeiterbewegung aus verschiedenen Gründen kaum Fuß fassen konnte. Gerade die Unternehmen der Eisen- und Stahlindustrie verteidigten notfalls durch Entlassungen ihren „Herr-im-Haus-Standpunkt“. Erleichtert wurde ihnen dies durch eine stark differenzierte innerbetriebliche Struktur, die das Entstehen eines vergleichbaren Gemeinschaftsbewusstsein wie etwa im Bergbau verhinderte.

## Politische Kultur im Kaiserreich und während der Weimarer Republik
Die politische Kultur Westfalens, die sich vor allem in der langfristigen Entwicklung der Wahlergebnisse widerspiegelt, hing eng mit der unterschiedlichen Konfessions- und Sozialstruktur, aber auch den politischen Traditionen der ersten Hälfte des 19. Jahrhunderts zusammen. Insbesondere die Konfessionsstruktur spielte für die westfälische Entwicklung eine zentrale Rolle. Wie in ganz Deutschland kam es in unterschiedlicher Ausprägung zur Bildung von katholischen und sozialdemokratischen Milieus, die mit ihrem Organisationswesen das Leben ihrer Anhänger „von der Wiege bis zur Bahre“ in hohen Maße beeinflussten. Weniger deutlich war dies bei Liberalen und Konservativen. Zum 1. August 1886 bildeten die Kreise und kreisfreien Städte Westfalens den Provinzialverband der Provinz Westfalen, eine Körperschaft deren Vertretungsorgan nunmehr der westfälische Provinziallandtag war, der vorher ständisch besetzt wurde. Der Provinziallandtag, nunmehr aus gewählten Vertretern der Kreise und kreisfreien Städte bestehend, wurde damit zu einem Spiegel der politischen Gruppierungen in den Kreisen und Städten, sofern das Dreiklassenwahlrecht dies zuließ. Der Provinziallandtag wählte den Landesdirektor als Regierungschef Westfalens, ab 1889 wurde die Bezeichnung in Landeshauptmann geändert.

### Zentrum
Vor allem seit dem Kulturkampf konnte die Zentrumspartei, anknüpfend an Traditionslinien des Vormärz und der Revolution von 1848/49, die politische Landschaft in den katholischen Teilen der Provinz weitgehend monopolisieren. Gestützt auf die Konfession wurde die Partei fast unabhängig vom jeweiligen sozialen Status gewählt, von den katholischen Arbeitern, der Landbevölkerung und dem Bürgertum bis hin zum Adel. Westfalen war eines der Kerngebiete der Partei. Wohl nicht zufällig trafen sich einige Politiker in den 1860er Jahren in Soest um die Gründung einer katholischen Partei zu diskutieren. Das Soester Programm aus dem Jahr 1870 gilt als eines der Gründungsdokumente des Zentrums. Mit Wilhelm Emmanuel von Ketteler und Hermann von Mallinckrodt kamen führende Politiker aus der Gründungsphase aus der Provinz Westfalen.

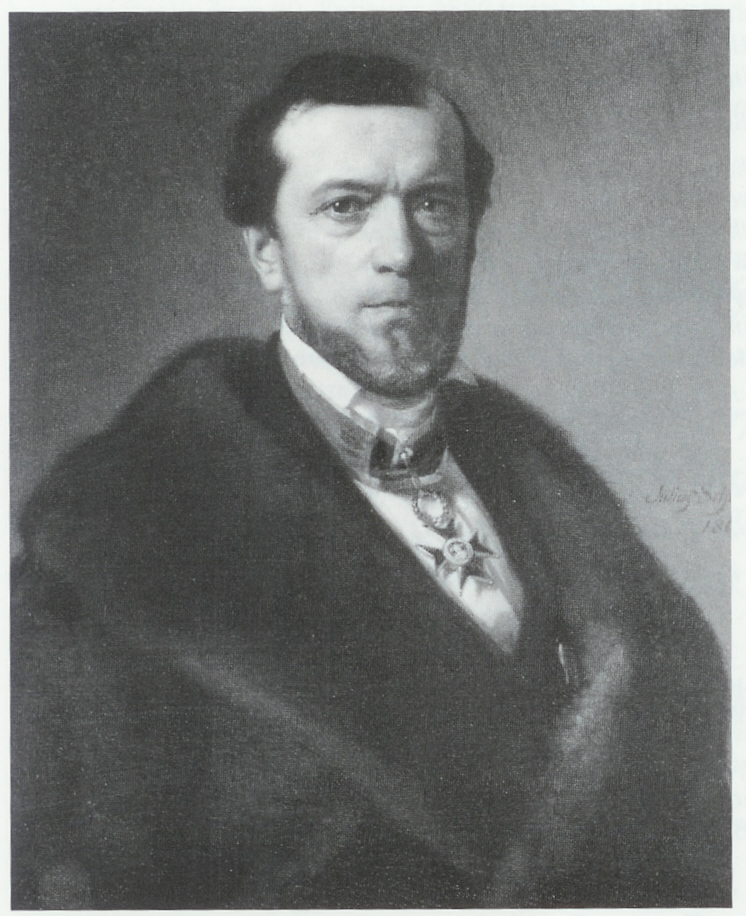
Peter Reichensperger

Innerhalb des politischen Katholizismus machten sich seit den 1890er Jahren die sozialen Unterschiede in einer regional differenzierten Ausrichtung der Partei deutlich bemerkbar. In überwiegend ländlichen Gebieten war das Zentrum nicht selten eher konservativ ausgerichtet. Dort spielte der Westfälische Bauernverein eine einflussreiche Rolle. Er vertrat vorwiegend kleinere und mittlere Bauern; der landsässige Adel war bis weit in die Weimarer Republik einflussreich und konnte sich auch politisch behaupten. Im Wahlkreis Münster-Coesfeld etwa kandidierte Georg Friedrich von Hertling, der spätere bayerische Ministerpräsident und Reichskanzler, von 1903 bis 1912 für den Reichstag. Es war kein Zufall, dass der spätere Reichskanzler Franz von Papen, der auf dem äußersten rechten Flügel des Zentrums stand, aus dem eher agrarischen Werl kam und im Münsterland seine politische Basis hatte.
Dagegen war in industriell geprägten Teilen der Provinz der soziale Katholizismus besonders stark. Gerade im Ruhrgebiet und im Sauerland spielte diese Variante eine wichtige Rolle. Die christlichen Gewerkschaften etwa waren dort meist stärker als die sozialdemokratische Konkurrenz; führende sozialpolitisch engagierte Katholiken wie August Pieper und Franz Hitze, die beiden führend im Volksverein für das katholische Deutschland tätig waren, kamen aus Westfalen.
Neben allgemeinen Säkularisierungstendenzen war gerade die soziale Ausrichtung des politischen Katholizismus einer der Gründe, weshalb das Zentrum während der Weimarer Republik in mittelständischen Kreisen an Rückhalt verlor. Im Sauerland etwa büßte die Partei von 1919 bis 1933 etwa 20 % ihres ursprünglichen Stimmenanteils ein. Gleichwohl blieb sie in den katholischen Gebieten in der Regel die führende politische Kraft und konnte in Münster bei der Reichstagswahl 1930 sogar noch leicht zugewinnen, was wohl außer politischen auch lokalpatriotische Gründe hatte, da der am 29. März 1930 ernannte Reichskanzler Heinrich Brüning aus Münster stammte.

### Sozialdemokraten und Kommunisten

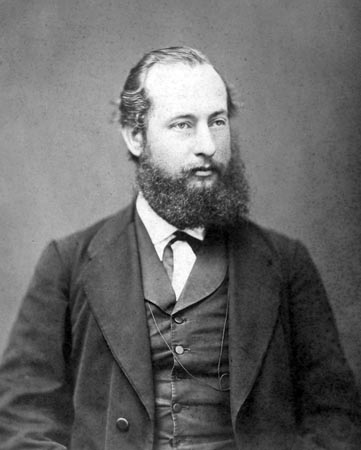
Wilhelm Hasenclever

Die Folge der Dominanz des Zentrums in Westfalen bewirkte, dass der politische Liberalismus, der Konservatismus und die Sozialdemokratie im Wesentlichen auf das protestantische Westfalen beschränkt blieben. Es war sicherlich kein Zufall, dass einige führende Politiker aus der Anfangszeit der Sozialdemokratie wie Carl Wilhelm Tölcke oder Wilhelm Hasenclever zwar aus dem katholischen Sauerland stammten, aber ihre politische Karriere in den benachbarten protestantischen Regionen begannen.
Das märkische Sauerland und die Gegend um Bielefeld waren früh Hochburgen der Sozialdemokratie. Gerade im märkischen Bereich war der ADAV Ferdinand Lassalles und seinen Nachfolgern stark. Vor allem Tölckes Wirken war es zu verdanken, dass bis 1875 die Partei in Iserlohn, Hagen, Gelsenkirchen, Bochum, Minden und Oeynhausen lokale Vereine hatte. Nach der Vereinigung von ADAV und SDAP kandidierte Tölcke als Kandidat der neuen SAP als Spitzenkandidat für Westfalen. In Bielefeld bestimmten Persönlichkeiten wie Carl Severing vom Kaiserreich bis in die ersten Jahre der Bundesrepublik das politische Leben in hohen Maße mit.
Das westfälische Ruhrgebiet war vor 1933 keinesfalls eine „Herzkammer“ der SPD. Zwar war der sozialdemokratische so genannte Alte Verband die erste Bergarbeitergewerkschaft, kaum schwächer war aber seit der Wende zum 20. Jahrhundert die christliche Konkurrenz, zu der später eine ebenfalls bedeutende polnische Organisation hinzukam. Nur in überwiegend protestantischen Teilen des Reviers – wie in Dortmund – konnte die SPD vor dem Ersten Weltkrieg eine bedeutende Stärke erreichen. Im Ruhrgebiet waren die Bergarbeiterführer Otto Hue und Fritz Husemann zugleich zentrale Personen der Sozialdemokratie.
Noch direkter als die Zentrumspartei wurde die SPD gerade im Revier von den Krisen der Weimarer Republik getroffen. Die Enttäuschung über die Haltung der Partei etwa während des Ruhrkampfs 1920, die Not der Inflation und der Weltwirtschaftskrise trieb zahlreiche Arbeiter in die Reihen der extremen Linken, zum Teil zunächst in ihrer syndikalistischen, später in ihrer kommunistischen Form. Im Revier war die KPD bereits vor der Weltwirtschaftskrise eine Massenpartei, während die SPD vielfach ins Hintertreffen geriet.

### Liberale und Konservative
Die SPD konnte während des Kaiserreichs in gewachsenen Städten wie Dortmund oder Bielefeld mit einem nennenswerten Bürgertum und einem vergleichsweise starken Mittelstand die politische Landschaft nicht monopolisieren. Dem standen nicht nur das Dreiklassenwahlrecht entgegen, sondern auch beachtliche liberale und konservative Kräfte.
Diese erreichten teilweise sogar die Arbeiterbevölkerung. Im Siegerland etwa blieb die protestantische Arbeiterbevölkerung lange Zeit konservativ oder hing der Christlich-sozialen Partei des Antisemiten Adolf Stoecker an. Dieser nahm 1881 auch das Reichstagsmandat des Wahlkreises Siegen-Wittgenstein-Biedenkopf an. Erst während der Weimarer Republik gelang es dort den sozialistischen Parteien wirklich Fuß zu fassen.
Minden-Ravensberg blieb bis zur Reichstagswahl 1912 eine Hochburg der Deutschkonservativen Partei. Danach fiel der Wahlkreis Minden-Lübbecke an die linksliberale Fortschrittliche Volkspartei.
Der Süden der alten Grafschaft Mark und insbesondere der Reichstagswahlkreis Hagen-Schwelm war eine Hochburg des Liberalismus, vor allem der linksliberalen Deutschen Freisinnigen Partei von Eugen Richter, der bis 1906 auch das dortige Reichstagsmandat innehatte.
Ohne ein festes, alle Lebensbereiche umschließendes Milieu gingen vor allem die ehemaligen Wähler der Liberalen und Konservativen während der Weltwirtschaftskrise zu den Nationalsozialisten über.

## Erster Weltkrieg und Weimarer Republik

### Weltkrieg und Revolution
Auch in Westfalen herrschte zu Beginn des Ersten Weltkrieges überwiegend nationaler Überschwang. Im Gegensatz etwa zur verbreiteten Kriegsskepsis 1866 und 1870/71 erfasste die Begeisterung auf den ersten Blick nicht nur die protestantischen, sondern auch die katholischen Teile der Provinz und machte auch vor der Arbeiterbevölkerung nicht Halt. Aus Arnsberg berichtete die Lokalzeitung anlässlich der österreichischen Mobilisierung etwa: „Plötzlich stimmte jemand das Lied Deutschland, Deutschland über alles an und sofort stimmte die Menge mit Begeisterung ein. (…) Währenddessen zogen mehrere Trupps durch die Straßen, ihrer Sympathie für die verbündete Donaumonarchie und ihrer Kriegsbegeisterung durch das Absingen patriotischer Lieder Ausdruck gebend. Aus den gefüllten Lokalen drangen laute Kundgebungen der Begeisterung nach draußen. Erst spät in der Nacht trat endlich Ruhe ein.“ Ganz ähnlich lauteten die Berichte auch in anderen Teilen der Provinz. Mittlerweile wird dieses einseitige Bild einer allgemeinen Kriegsbegeisterung differenziert. Gerade in ländlichen oder kleinstädtischen Regionen waren Kriegsfurcht und Zukunftssorgen verbreitet. Auch für Westfalen lassen sich entsprechende Beispiele finden.
Der Kriegsalltag, insbesondere die kurze Phase verstärkter Arbeitslosigkeit unmittelbar nach Kriegsbeginn, steigende Preise, Lebensmittelmangel und der Hunger in den Industriestädten während der zweiten Kriegshälfte dämpften die anfängliche Begeisterung schnell wieder. Allmählich begann auch in der Provinz das bestehende politische System an Legitimation zu verlieren. Innerhalb der sozialdemokratischen Arbeiterbewegung führte die Kritik an der sogenannten Burgfriedenspolitik 1917 zur Abspaltung der USPD. Zwar gingen überall in Westfalen die Mitgliederzahlen der SPD stark zurück, aber nur wenige Lokalverbände wie in Hagen und Schwelm gingen zur neuen Partei geschlossen über. Die für Westfalen wichtige Zentrumspartei unterstützte an ihrer Spitze bis zum Ende die monarchische Regierung, unter ihren Wählern dagegen verbreitete sich mehr und mehr ebenfalls Kriegsmüdigkeit.
Seit Anfang 1918 kam es auch in Westfalen verstärkt zu sozialen Unruhen und zahlreichen Streiks in verschiedenen Teilen der Provinz. Die eigentliche Revolution kam freilich von außen. Am 8. November 1918 erreichten meuternde Matrosen der Hochseeflotte mit dem Zug Westfalen. Ihnen schlossen sich in Bielefeld, Münster und bald in der ganzen Provinz die Truppen der dortigen Garnisonen an und überall bildeten sich Arbeiter- und Soldatenräte. Diese standen zunächst überwiegend hinter der Revolutionsregierung von Friedrich Ebert und traten für eine parlamentarische Demokratie ein. Ihre Teilnehmer setzten sich in Westfalen vor allem aus Anhängern der sozialdemokratischen Parteien zusammen. In den katholischen Gebieten beteiligten sich teilweise auch Mitglieder der christlichen Gewerkschaften. Die breite Zustimmung zur Revolution änderte sich allerdings schon im Vorfeld der Wahlen zur Nationalversammlung, als sich die Katholiken gegen den neuen „Kulturkampf“ des Ministers Adolph Hoffmann (USPD) wandten. Zeitweise gab es sogar Sympathien für die Gründung einer unabhängigen „Rheinisch-Westfälischen Republik“.

### Die Provinz in der Weimarer Republik
Im Januar begannen sich Teile gerade der westfälischen Arbeiter- und Soldatenräte zu radikalisieren. Zusammen mit der Kampagne für eine Sozialisierung des Bergbaus kam es zu einer breiten Streikbewegung im rheinischen und westfälischen Ruhrgebiet. Auf der politischen Rechten begannen sich auf Anordnung des regulären Generalkommandos in Münster auch in der Provinz Freikorps zu bilden. Als diese begannen, gegen die Streikenden vorzugehen, erreichte der Ausstand seinen Höhepunkt mit 400.000 Streikenden im ganzen Revier. Äußerlich wurde die Ruhe durch Carl Severing – den führenden Bielefelder Sozialdemokraten und preußischen Staatskommissar – wiederhergestellt, ohne jedoch die Lage wirklich zu entspannen.
Bereits mit dem Beginn des Kapp-Putsches im März 1920 entbrannten in Ruhrgebietsstädten wie Bochum, Wetter, Witten, Herne, Haltern, aber auch in Hagen nicht nur wie überall im Reich Streiks, sondern zum Teil gewaltsame Unruhen, wobei sich die Arbeiter durchaus erfolgreich gegen die Freikorps wandten. Die Arbeiter waren dabei überwiegend Anhänger der USPD, der KPD und der syndikalistischen FAUD. Nach der Kapitulation Kapps legten die Arbeitermilizen ihre Waffen nicht nieder; vielmehr entstand eine „Rote Ruhrarmee“ von bis zu 100.000 Mann, die das Ruhrgebiet weitgehend kontrollierte und bis weit ins Münsterland vorrückte. Zwar gelang es Severing, einen Waffenstillstand zu erzielen, aber die aus dem ganzen Reich zusammengezogenen Reichswehrtruppen und Freikorps gingen dennoch gewaltsam gegen die Aufständischen vor. Unter hohen Opferzahlen vor allem auf Seiten der Arbeiter brach der Aufstand am 8. April 1920 zusammen. Im Zuge der Demokratisierung Preußens wurde der westfälische Provinziallandtag ab 1921 durch allgemeine Volkswahlen und nicht mehr durch Wahlen der Vertreter von Kreisen und kreisfreien Städten bestimmt.

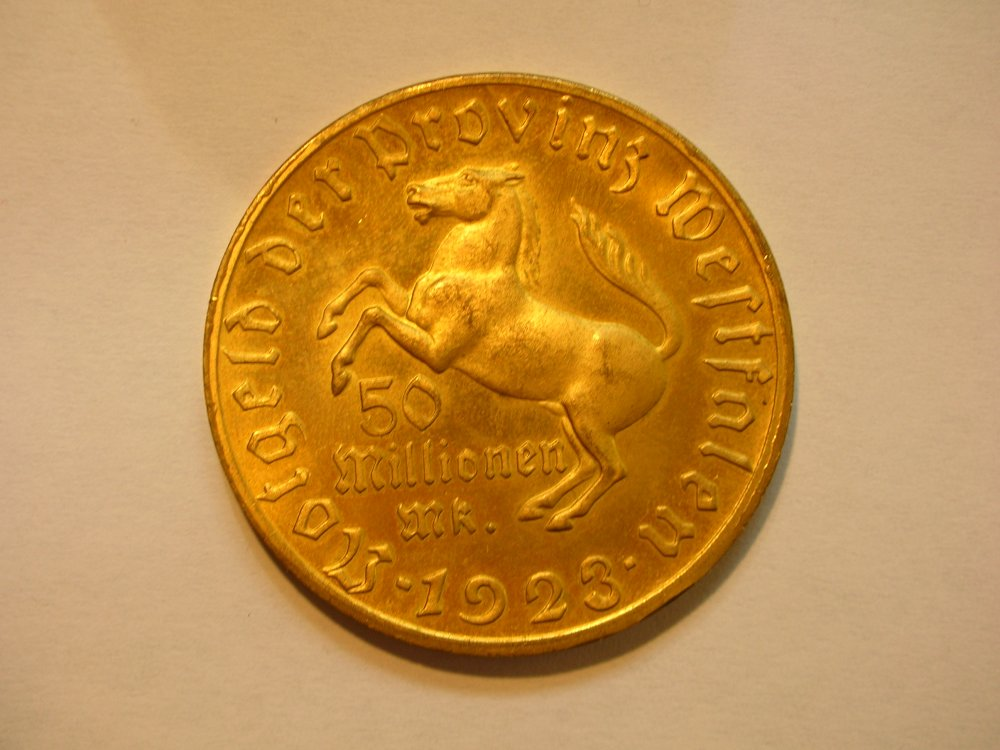
50 Millionen Mark, Westfalen 1923

Die Normalisierung war im Ruhrgebiet jedoch nur vorläufig, da seit dem 11. Januar 1923 französische und belgische Truppen das Revier bis zur Lippe besetzten. Damit begann der sogenannte Ruhrkampf. Die Folge war die Proklamation des passiven Widerstandes durch die Reichsregierung, der aber schließlich abgebrochen werden musste. Die Kosten dafür waren ein entscheidender Faktor für den Beginn der Hyperinflation. Die Provinz Westfalen prägte in der Inflationszeit eigenes Notgeld mit den Porträts von Annette von Droste-Hülshoff, Freiherr vom Stein und dem Wappentier „Westfalenroß“ bis hinauf zum Nennwert von einer Billion. Jedoch nur die Nominale von 1921 zu 50 Pfennig bis 10 Mark sind als Notgeld verwendet worden. Die anderen Notmünzen, haben „Medaillencharakter“.
Nach der Währungsreform von 1923 stabilisierten sich die politischen und wirtschaftlichen Verhältnisse in der Provinz für einige Jahre. Allerdings machte 1928 der Ruhreisenstreit und die Aussperrung von 200.000 Arbeitern deutlich, wie brüchig der soziale Friede war.

### Reichs- und Kommunalreformen
Während der Weimarer Republik stellten die Diskussionen um eine Reichsreform auch die bisherige territoriale Existenz der Provinz in Frage. Zur Verteidigung setzte die Provinzialverwaltung auf eine volkskundliche und historische Legitimierung eines historischen „Raums Westfalen“. Das führte seit 1931 zur Veröffentlichung eines gleichnamigen mehrbändigen Werkes. Dieses ging der Frage nach, ob es in Nordwestdeutschland einen Raum Westfalen gäbe, der sich von anderen Teilen dieser geografischen Region unterscheidet. Das Ergebnis war nicht ganz eindeutig. Einig war man sich aber, dass etwa das Land Lippe, der Regierungsbezirk Osnabrück, Teile des Landes Oldenburg und einige andere Gebiete außerhalb der Provinz zum historischen „Raum Westfalen“ gehörten.
Während der Republik gingen Eingemeindungen und damit die Großstadtbildung, die 1875 in Münster begonnen hatte, weiter und erreichte 1929 mit dem Gesetz über die kommunale Neugliederung des rheinisch-westfälischen Industriegebiets ihren Höhepunkt. Eine ganze Reihe von Landkreisen (z. B. Dortmund, Hörde, Bochum) wurden aufgelöst und die zugehörigen Gebiete meist den größeren nun meist kreisfreien Städten zugeordnet. Daneben entstanden mit dem Ennepe-Ruhrkreis und der Stadt Oberhausen neue territoriale Gebilde. Ebenfalls neu war der 1920 gegründete Siedlungsverband Ruhrkohlenbezirk als kommunaler Zusammenschluss der Ruhrgebietsstädte.

## Westfalen in der Zeit des Nationalsozialismus
Wie in Deutschland insgesamt war die NSDAP in Westfalen bei der Reichstagswahl 1928 noch eine völlig unbedeutende Splitterpartei. Im Regierungsbezirk Arnsberg kam sie nur auf 1,6 %. Im Verlauf der Weltwirtschaftskrise nahm die Bedeutung der Partei aber rasch zu. Im Bezirk Arnsberg erzielte sie bereits 1930 fast 14 %. Vor allem abhängig von Sozial- und Konfessionsstruktur gab es allerdings erhebliche Unterschiede. Kam die NSDAP im Reichsdurchschnitt bei der letzten halbwegs freien Reichstagswahl auf fast 44 %, waren es im (überwiegend katholischen) Regierungsbezirk Münster nur 28,7 %, im (gemischtkonfessionellen) Regierungsbezirk Arnsberg 33,8 % und im (überwiegend protestantischen) Regierungsbezirk Minden 40,7 %.
Ein Hauptkennzeichen der Geschichte der Provinz zwischen 1933 und 1945 war, dass sich die Entwicklung im Zuge der Gleichschaltung und der Etablierung der Diktatur kaum noch von anderen Teilen Deutschlands unterschied. Zurückgreifen konnten die neuen Machthaber auf die bereits vor 1933 zahlenmäßig starken NSDAP-Gaue Westfalen-Nord (Sitz Münster) unter den Gauleitern Alfred Meyer (seit 1938 auch Oberpräsident) und Westfalen-Süd (Sitz Bochum) unter Josef Wagner.

### Gleichschaltung und Durchsetzung der Diktatur
Unmittelbar nach der Machtergreifung wurden Politiker und Beamte entlassen, die dem Zentrum oder der SPD nahestanden. Zu diesen gehörte der Arnsberger Regierungspräsident Max König (SPD). Einige Landräte oder Bürgermeister wie Karl Zuhorn in Münster, Curt Heinrich Täger in Herne und Cuno Raabe in Hagen wurden nicht zuletzt deshalb aus dem Amt entfernt, weil sie sich geweigert hatten, auf den Rathausdächern die Hakenkreuzfahne zu hissen. Der Landeshauptmann Franz Dieckmann (Zentrum) wurde entlassen und durch den Nationalsozialisten Karl-Friedrich Kolbow ersetzt. Ebenso entlassen wurde der Oberpräsident Johannes Gronowski (Zentrum). Ersetzt wurde dieser durch den nationalkonservativen Ferdinand Freiherr von Lüninck. Dessen Person ist ungewöhnlich, da er als Katholik Mitglied der DNVP war. Als Nicht-Nationalsozialist hat er dazu beigetragen, die Akzeptanz des Regimes in Westfalen zu erhöhen und hat die Maßnahmen der Regierung in den ersten Jahren umgesetzt.
Zahlreiche Anhänger und Funktionäre – insbesondere der Arbeiterparteien – wurden verhaftet und zumindest zeitweise in ein KZ eingeliefert. Am Boykott jüdischer Geschäfte am 1. April beteiligte sich auch in Westfalen die Bevölkerung in zahlreichen Gemeinden. Nach dem 1. Mai 1933 wurden auch in Westfalen die Gewerkschaftshäuser der freien Gewerkschaften besetzt. In Neheim hat sich der örtliche Gewerkschaftschef daraufhin umgebracht. Am 10. Mai 1933 wurden auch in Städten der Provinz wie in Münster Bücher verbrannt.

### Anpassung und Widerstand

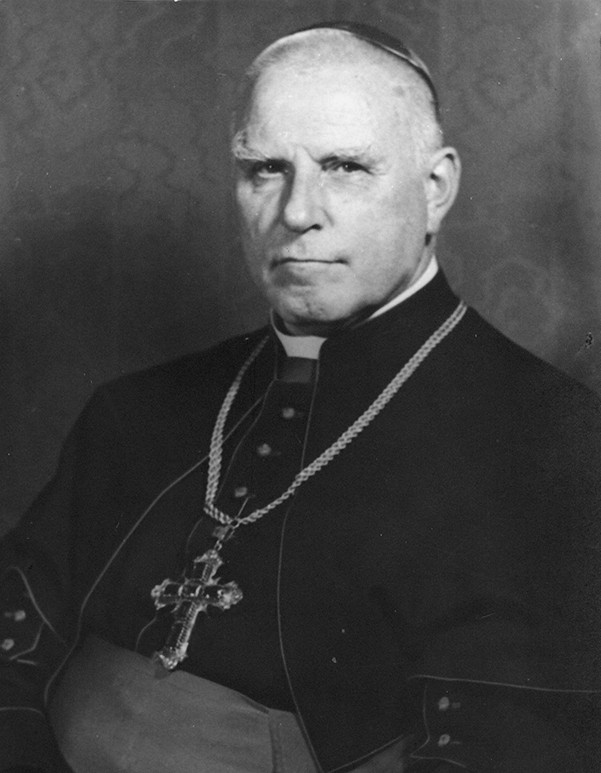
Clemens August Kardinal Graf von Galen, Bischof von Münster 1933–45

Wie überall passte sich die Bevölkerung mehrheitlich den Anforderungen des Regimes zu einem nicht unbeträchtlichen Teil bereitwillig an. Die in der Provinz starken christlichen Gewerkschaften hofften, kurzfristig an die Stelle der verbotenen freien Organisationen treten zu können und dienten sich in unterwürfigen Äußerungen den Nationalsozialisten an, ehe auch sie in der Deutschen Arbeitsfront aufgingen.
Die aktiv Widerstand Leistenden waren auch in Westfalen eine kleine Minderheit. Ein starkes Motiv für sie war die konfessionelle Bindung. Etwa tausend Priester der katholischen Kirche erlitten zumindest vorübergehende Verhaftungen oder Verfolgungen. Einige wurden in Konzentrationslager eingeliefert; mindestens 15 starben dort. Auch die Amtsniederlegung des Oberpräsidenten Ferdinand Lüninck im Jahr 1938 und dessen spätere Hinrichtung im Zusammenhang mit dem Attentat auf Hitler am 20. Juli 1944 waren religiös motiviert. Dieses ist auch dokumentiert in der Äußerung des in Paderborn geborenen und in Warburg aufgewachsenen Juristen Josef Wirmer, welcher während des Prozesses vor dem Volksgerichtshof dem Vorsitzenden Roland Freisler antwortete: „Ich bin […] tief religiös und aus meiner religiösen Anschauung heraus zu dieser Verschwörerclique gekommen“. Reichsweit bekannt wurden ebenfalls die gegen die Euthanasie gerichteten Predigten des Münsteraner Bischofs Clemens August Graf von Galen.
Aus ähnlichen Gründen wurden auch eine Reihe evangelischer Pfarrer verhaftet und teilweise in KZ eingeliefert. Im Übrigen war auch in der altpreußischen Kirchenprovinz Westfalen die Kirche vom Kirchenkampf zwischen Deutschen Christen und der Bekennenden Kirche betroffen. Während zu Beginn die dem Regime nahestehenden Deutschen Christen in den Presbyter- und Synodalwahlen meist gewannen, wurde in Westfalen 1934 mit Präses Karl Koch ein entschiedener Gegner dieser Bewegung zum Oberhaupt der Kirchenprovinz gewählt.

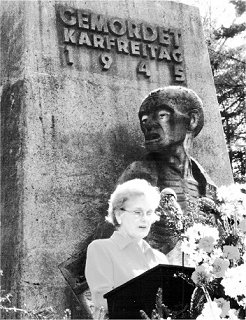
Mahnmal im Dortmunder Stadtwald Bittermark für die Ermordungen am Karfreitag 1945

Deutlich politisch motiviert war der Widerstand der Angehörigen der sozialistischen und kommunistischen Arbeiterbewegung. Dortmund war Zentrum eines sich trotz Verhaftungen immer wieder neu formierenden kommunistischen Widerstandes. Selbst Anfang 1945 verhaftete die Gestapo noch 28 Kommunisten, die zusammen mit 280 anderen Häftlingen und Kriegsgefangenen im März/April in der Dortmunder Bittermark hingerichtet wurden. Die Anhänger der SPD waren meist weniger offensiv, ihnen ging es vor allem darum, die alten Kontakte aufrechtzuerhalten und Informationen auszutauschen. Wegen ihrer zersplitterten Organisation waren diese Gruppen etwa um Fritz Henßler von der Geheimpolizei auch kaum aufzuspüren. Erst nach und nach, teilweise erst 1937, wurde auch diese zerschlagen.
In Dortmund und anderen größeren westfälischen Städten gab es daneben Gruppen der Edelweißpiraten, informelle Jugendbünde mit unangepasstem und teils widerständigem Verhalten.

### Judenverfolgung und Euthanasie
In den Novemberpogromen während und nach dem 9. November 1938 kam es auch in der Provinz zur Brandschatzung der Synagogen und teilweise, wie in Lünen, auch zur Ermordung jüdischer Bürger. Gut dokumentiert sind die Vorgänge in Medebach. Wie im ganzen Reich wurde die jüdische Gemeinschaft auch in Westfalen fast völlig vernichtet. In Dortmund gab es 1933 etwa 4000 Juden, von diesen fielen 44 bis 1939 den verschiedenen Verfolgungsmaßnahmen des Regimes zum Opfer. Hinzu kamen natürliche Todesfälle. Über 1000 starben zwischen 1940 und 1945 in den Konzentrationslagern und noch 200 durch Entkräftung in den ersten Nachkriegsmonaten. Einem Teil gelang bis 1941 die Flucht ins Ausland. In ganz Westfalen sank die Zahl der jüdischen Bevölkerung zwischen 1933 von etwa 18.000 auf etwas mehr als 7000 im Jahr 1939. Diese Zahl sank bis zum Beginn der systematischen Deportationen in die Vernichtungslager noch einmal auf 5800 (1941) ab. An der Wannseekonferenz war auch der Oberpräsident Alfred Meyer in seiner Eigenschaft als Staatssekretär im Reichsministerium für die besetzten Ostgebiete beteiligt. In Westfalen begannen die Deportationen am 10. Dezember 1941 mit Transporten aus dem Münsterland, einige Tage später folgten Bielefeld und der Regierungsbezirk Arnsberg. Bereits Ende März 1943 gab es in ganz Westfalen nur noch etwa 800 Juden. Bei ihnen dürfte es sich vor allem um geschützte Personen im Rahmen von Mischehen und sogenannte Geltungsjuden gehandelt haben. Nach dem Krieg kamen nur wenige von ihnen in die Region zurück. Zu ihnen gehörte der Schmallenberger Hans Frankenthal, der später über seine Erlebnisse berichtete, und die Familie des 2006 verstorbenen Paul Spiegel (bis zu seinem Tod Vorsitzender des Zentralrates der Juden in Deutschland) aus Warendorf.
Insbesondere in den Heil- und Pflegestätten, die direkt der Provinz unterstanden, war die Zahl der Tötungen im Rahmen des so genannten Euthanasieprogramms hoch. Die meisten davon betroffenen erwachsenen Patienten wurden außerhalb der Provinz meist im Zuchthaus Brandenburg ermordet. Die Tötung geistig behinderter Kinder erfolgte aber auch in Niedermarsberg im Sauerland in der dortigen Provinzialanstalt. Etwa 3000 westfälische Patienten waren insgesamt betroffen, von denen etwa 1350 in Hadamar nachweislich getötet worden sind. Inklusive der späteren Opfer ist von einer Gesamtzahl von etwa 3000 getöteten Patienten auszugehen. Allerdings gelang es den Betheler Anstalten, von wenigen Ausnahmen abgesehen, bis zum Kriegsende eine Tötung ihrer Patienten zu verhindern.

### Zweiter Weltkrieg in Westfalen

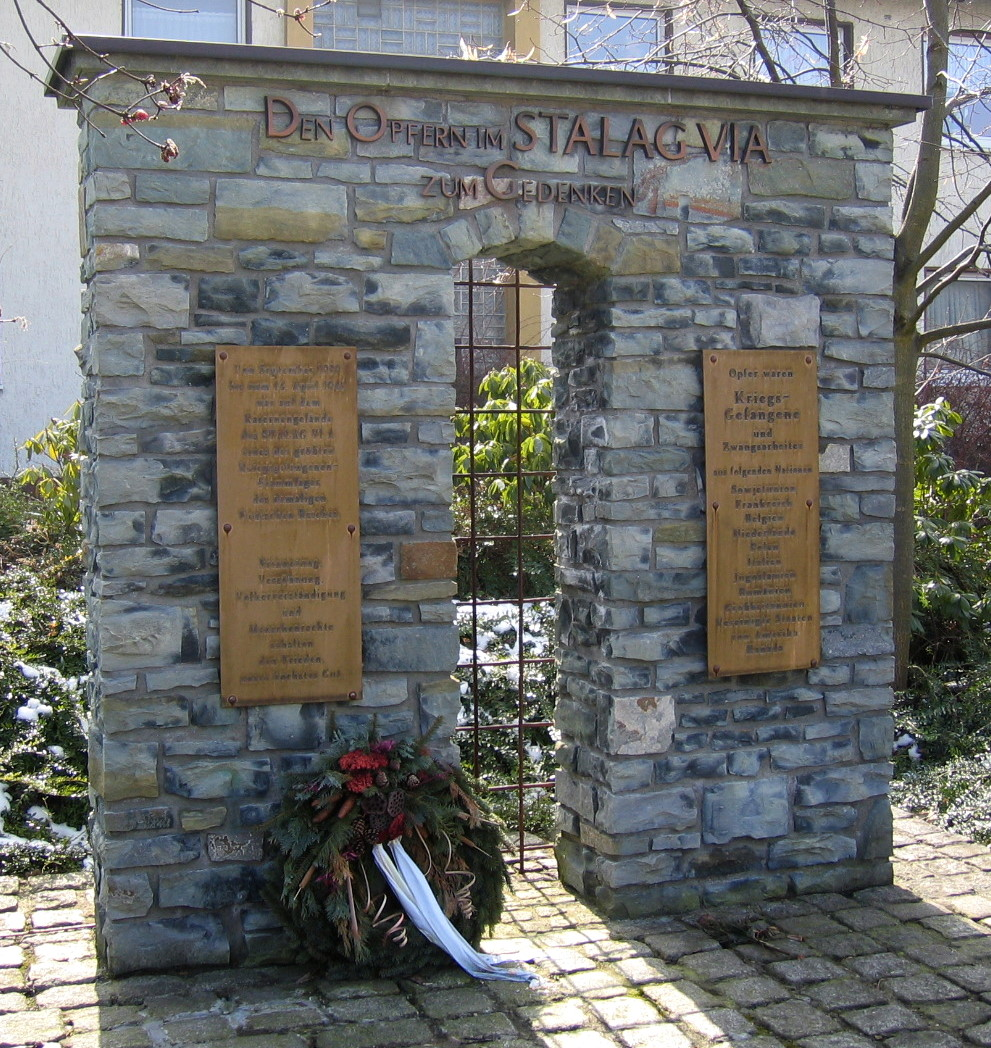
Mahnmal im Stammlager VI-A in Hemer

Sieht man vom Übergang zur Kriegswirtschaft und der Einführung von Lebensmittelkarten ab, war der Einsatz von Kriegsgefangenen und Zwangsarbeitern in der Landwirtschaft, in Fabriken und Bergwerken ein erstes Anzeichen dafür, dass der Krieg auch die Provinz erreicht hatte. Die größten Kriegsgefangenenlager waren das Stalag 326-VI-K bei Stukenbrock (Senne) und das Stalag 326-VI-A in Hemer. Hinzu kamen weitere Lager in der gesamten Provinz. Allein in Stukenbrock starben nach einigen Angaben über 65.000 meist sowjetische Soldaten. Ähnliche Schätzungen gibt es auch für Hemer, wenngleich die amtlich festgestellten Todeszahlen deutlich niedriger liegen.
Mit den alliierten Luftangriffen erreichte der Krieg die Zivilbevölkerung direkt (Luftangriffe auf das Ruhrgebiet). Einen ersten Luftangriff erlebte Münster bereits 1940 und die Stadt wurde noch vor dem Beginn flächendeckender Bombardements 1941 Ziel schwerer Nachtangriffe. Insgesamt starben durch Luftangriffe in der Stadt über tausend Personen. Allein in Bochum zählte man über 4000 Tote und nur noch 35 % des Baubestandes von 1939 war 1945 dort unbeschädigt. Ganz ähnlich war es in anderen Städten nicht nur im Ruhrgebiet und den Großstädten, sondern auch an der Peripherie. Die Städte Soest und Meschede beispielsweise wurden zu großen Teilen zerstört, aber auch kleine Landgemeinden wie Fredeburg erlitten durch alliierte Luftangriffe teils massive Verwüstungen. Im Mai 1943 zerstörten britische Flieger die Staumauer des Möhnestausees. In den Fluten von Möhne und Ruhr kamen Tausende um. In Neheim waren davon vor allem Kriegsgefangene eines örtlichen Zwangsarbeiterlagers betroffen.

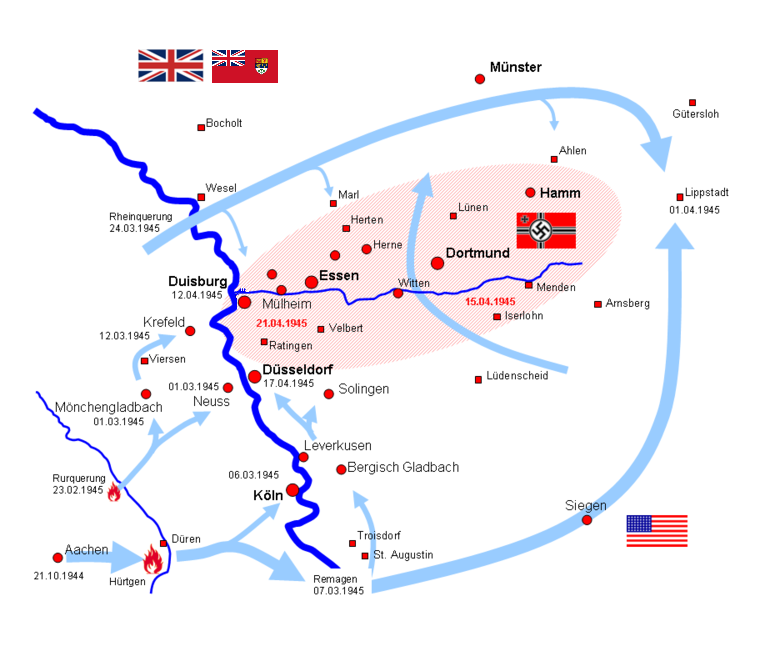
Karte des Ruhrkessels

Gegen Ende März 1945 erreichte dann auch der Bodenkrieg das Land zwischen Rhein und Weser. Im Kampf um den so genannten Ruhrkessel kam es noch einmal zu heftigen und verlustreichen Kämpfen zwischen deutschen und alliierten Truppen. Im Waldgebiet um Winterberg, Medebach und Schmallenberg kam es zu Ostern 1945 zu verlustreichen Infanteriekämpfen. Der Widerstand war allerdings vergeblich und am 1. April erreichten amerikanische Truppen Paderborn und trafen dabei auf die von Norden vorgestoßenen Einheiten. Kurz vor Kriegsende kam es zu verschiedenen Endphaseverbrechen. Zu diesen zählt etwa das Massaker im Arnsberger Wald bei Warstein und Eversberg. Erst am 18. April 1945 kapitulierten die letzten Einheiten der Wehrmacht in Westfalen und beendeten damit den Zweiten Weltkrieg in diesem Gebiet.

## Das Ende der Provinz
Das Gebiet der Provinz Westfalen gehörte nach dem Zweiten Weltkrieg zur Britischen Besatzungszone. Die Grenze nach Hessen war gleichzeitig die Grenze zwischen britischer und amerikanischer Zone. An die westfälischen Kreise Siegen und Olpe grenzte die französische Zone. Bis zum Umzug nach Berlin war Bad Oeynhausen Sitz der britischen Militärregierung. Diese bediente sich weitgehend der deutschen Verwaltungsstrukturen. Sie ernannte im Juli 1945 Rudolf Amelunxen zum neuen Oberpräsidenten für die Provinz. In ähnlicher Weise wurden neue Regierungspräsidenten für Arnsberg (Fritz Fries), Minden und Münster bestellt. Zu Beginn des Jahres 1946 wurde zudem eine neue politische Volksvertretung – der Provinzialrat – eingesetzt, der die Militärregierung und den Oberpräsidenten beraten sollte. Ihre Mitglieder kamen nach einem festgesetzten Schlüssel aus den inzwischen neu- oder wiedergegründeten Parteien. Die SPD stellte 35, die CDU 30, die KPD 20, das Zentrum 10, die FDP 5 Abgeordnete.
Mit der Auflösung der preußischen Provinzen in der britischen Besatzungszone und der Gründung des Landes Nordrhein-Westfalen am 23. August 1946 (auf Beschluss des britischen Kabinetts im Juni 1946) war das Ende der Provinz besiegelt. Im Jahr 1947 verlor das Land Lippe mit Beitritt zu Nordrhein-Westfalen seine Selbstständigkeit und aus dem ehemaligen Regierungsbezirk Minden wurde der vergrößerte Bezirk Detmold gebildet. Noch vor dem bekannten Kontrollratsgesetz Nr. 46 betreffend die Auflösung des Staates Preußen vom 25. Februar 1947 war die Provinz somit längst von der politischen Bildfläche verschwunden. Mit Gründung der Bundesrepublik Deutschland und der Gültigkeit des Grundgesetzes am 23. Mai 1949 wurde Nordrhein-Westfalen dann zum Bundesland, in dem Westfalen als Landesteil weiterbesteht.

## Oberpräsidenten der Provinz Westfalen
Von Seiten der preußischen Regierung wurden Oberpräsidenten eingesetzt, welche die Regierung in der Provinz vertraten und die Erledigung zentralpreußischer Aufgaben überwachten. Von 1920 bis 1933 bedurfte die Berufung eines Oberpräsidenten der Zustimmung der Provinziallandtags.
| Amtszeit      | Name                                 |
| ------------- | ------------------------------------ |
| 1816 bis 1844 | Ludwig von Vincke                    |
| 1845 bis 1846 | Eduard von Schaper                   |
| 1846 bis 1850 | Eduard von Flottwell                 |
| 1850 bis 1871 | Franz von Duesberg                   |
| 1871 bis 1882 | Friedrich von Kühlwetter             |
| 1883 bis 1889 | Robert Eduard von Hagemeister        |
| 1889 bis 1899 | Conrad von Studt                     |
| 1899 bis 1911 | Eberhard von der Recke von der Horst |
| 1911 bis 1919 | Karl Prinz von Ratibor und Corvey    |
| 1919          | Felix von Merveldt, DNVP             |
| 1919 bis 1922 | Bernhard Wuermeling, Zentrum         |
| 1922          | Felix von Merveldt, DNVP             |
| 1922 bis 1933 | Johannes Gronowski, Zentrum          |
| 1933 bis 1938 | Ferdinand von Lüninck, DNVP          |
| 1938 bis 1945 | Alfred Meyer, NSDAP                  |
| 1945 bis 1946 | Rudolf Amelunxen, Zentrum            |

## Landeshauptleute von Westfalen
An der Spitze der Selbstverwaltung der Provinz, dem 1886 neu formierten Provinzialverband, der Körperschaft aller Kreise und kreisfreien Städte der Provinz, stand der vom Provinziallandtag gewählte Landeshauptmann (bis 1889 offiziell Landesdirektor), der als provinzialer Regierungschef den Provinzialausschuss (Regierung) leitete. Ab 1933 waren die Landeshauptleute den Weisungen des Oberpräsidenten unterworfen; Kolbow wurde noch gewählt, seine Nachfolger nur noch ernannt, denn der Provinziallandtag war seit 1934 aufgelöst.
| Amtszeit           | Name                                                        |
| ------------------ | ----------------------------------------------------------- |
| 1886 bis 1900      | August Overweg, bis 1889 mit der Bezeichnung Landesdirektor |
| 1900 bis 1905      | Ludwig Holle                                                |
| 1905 bis 1919      | Wilhelm Hammerschmidt                                       |
| 1920 bis 1933      | Franz Dieckmann, Zentrum                                    |
| 1933 bis 1944      | Karl-Friedrich Kolbow, NSDAP                                |
| 1944 kommissarisch | Theodor Fründt, NSDAP                                       |
| 1944 bis 1945      | Hans von Helms, NSDAP                                       |
| 1945 bis 1954      | Bernhard Salzmann                                           |